# 蒸気機関車

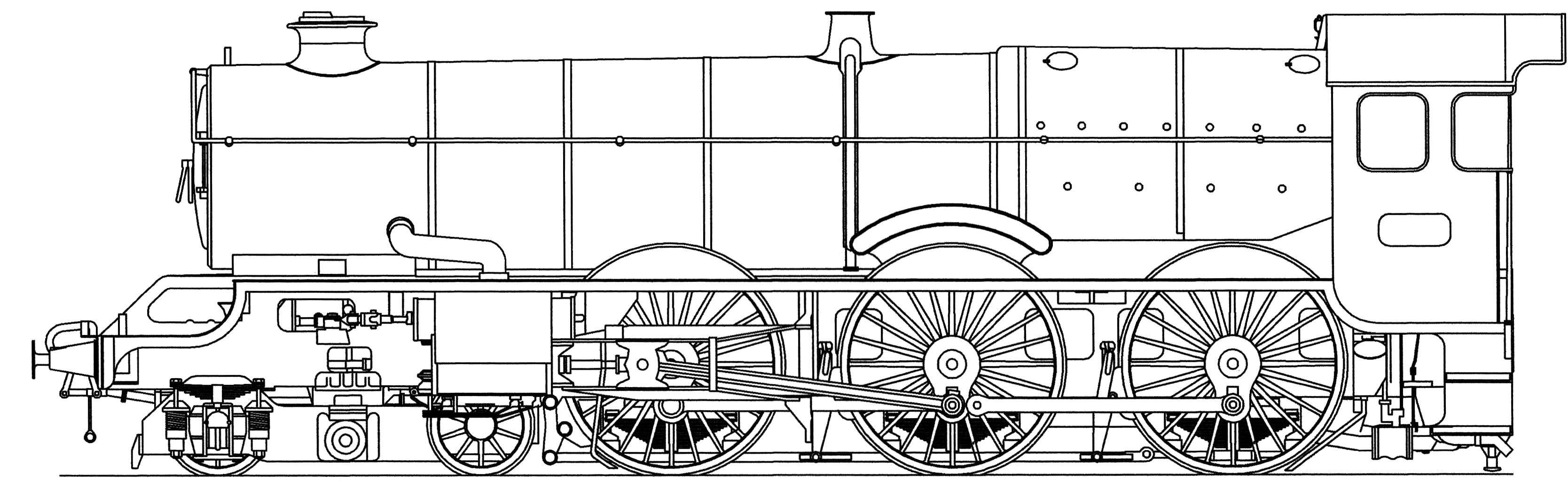
グレート・ウェスタン鉄道6000形（キングクラス）蒸気機関車の図面

蒸気機関車（じょうききかんしゃ）は、蒸気機関を動力とする機関車のことである。
日本では Steam Locomotive の頭文字をとって、SL（エスエル）とも呼ばれる。また、蒸気機関車、または蒸気機関車が牽引する列車のことを、汽車（）とも言う。また、明治時代には蒸気船に対して陸の上を蒸気機関で走ることから、「陸蒸気（）」とも呼んでいた。第二次世界大戦の頃までは汽缶車（）という表記も用いられた（「汽缶」はボイラーの意）。

## 歴史

リチャード・トレビシックによる1802年製作の蒸気機関車

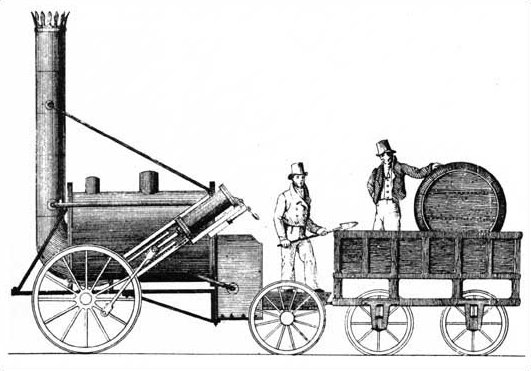
1829年にレインヒル・トライアルで勝利したジョージ・スチーブンソン製作のロケット号

蒸気機関車の発明以前から鉄道を敷き台車を荷役動物に曳（）かせるものはあった。馬車鉄道などである。
1802年、リチャード・トレビシックがマーサー・ティドヴィルのペナダレン製鉄所で高圧蒸気機関を台車に載せたものを作った。これが世界初の蒸気機関車とされている。1803年、トレビシックはこの蒸気機関車の特許をサミュエル・ホンフレイに売却。ホンフレイは、トレビシックの蒸気機関車が10トンの鉄を牽引して、とある区間（約16km）を運べるか賭けを行い、1804年2月21日、ペナダレン号が10トンの鉄と5両の客車、それに乗った70人の乗客を4時間5分で輸送することに成功した。
1814年、ジョージ・スチーブンソンがキリングワースで石炭輸送のための実用的な蒸気機関車を設計し「Blücher」（ブリュヘル号）と名付け、ウェストムーアの自宅裏の作業場で製作し、1814年7月25日に初走行に成功。時速6.4kmで坂を上り30トンの石炭を運ぶことができるものであった。

### 蒸気機関車の発明・開発に関わった主要な人物
リチャード・トレビシック
1804年にイギリスで蒸気機関車を走行させる。鉄道史上初とされている。
ジョージ・スチーブンソン
公共鉄道で走行する最初の蒸気機関車「ロコモーション号」を制作。さらに「ロケット号」で蒸気機関車の基本設計を確立した。
ロバート・スチーブンソン
ジョージ・スチーブンソンの息子。父とともに蒸気機関車の実用運転に貢献。
マーク・イザムバード・ブルネル
シールド工法でロンドンの地下鉄を建設した。
イザムバード・キングダム・ブルネル
広軌のグレートウエスタン鉄道を建設した。
マシュー・マレー
1812年、軌条の側面がラックレールの軌道を走る機関車サラマンカ号を走らせた。
ナイジェル・グレズリー
グレズリー式連動弁装置を開発。またA3形や蒸気機関車の速度記録を持つマラード号を設計した。
アンドレ・シャプロン
キルシャップの開発やボイラの内的流線化等の、蒸気機関車の科学的改良を初めて行った。のちにリビオ・ダンテ・ポルタら蒸気機関車技術者に多大な影響を与えた。

### 世界各国の歴史
- アメリカ合衆国の鉄道史
- イギリスの鉄道史
- ドイツの鉄道史
- フランスの鉄道史

日本での歴史
- 日本の蒸気機関車史
  - 国産の国鉄蒸気機関車
- 軽便鉄道・産業鉄道

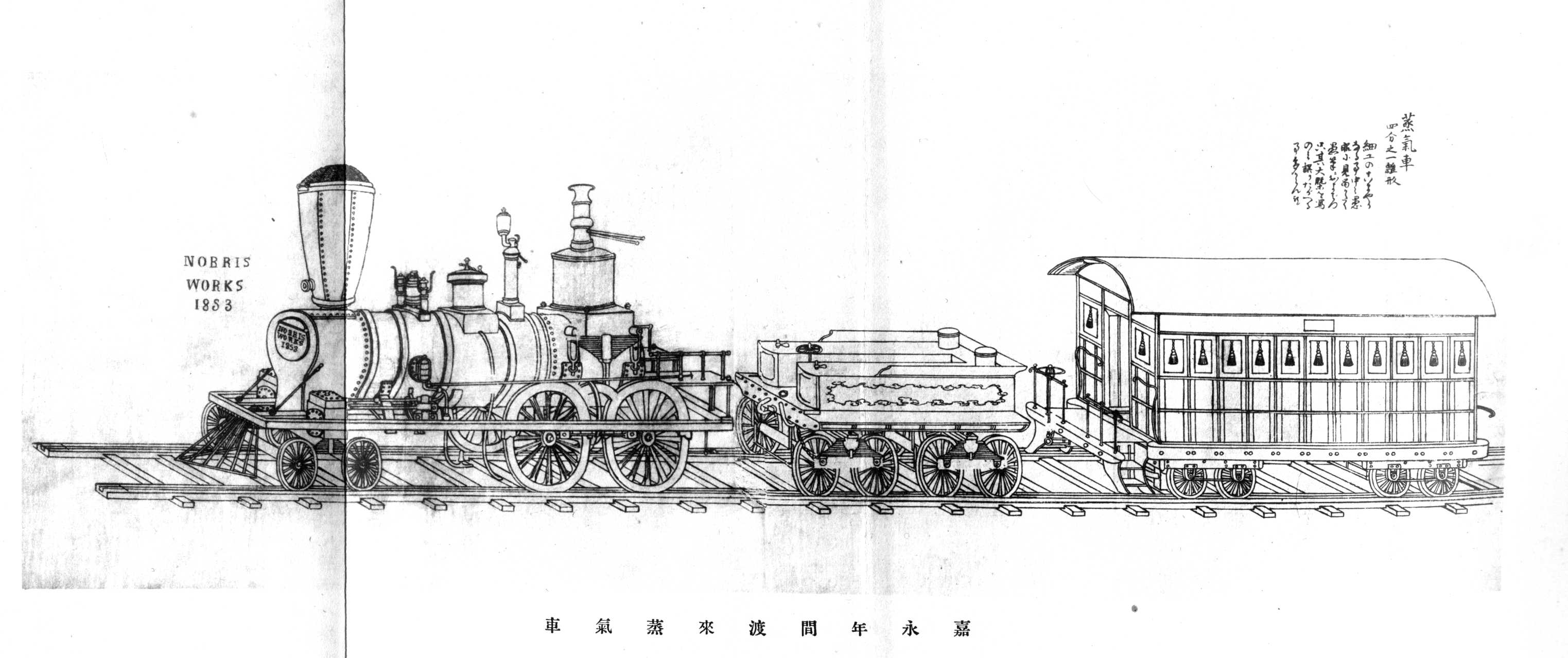
ペリー提督が幕府に献上した蒸気車

  - 鉄道省、そして規模の大きな私鉄向けの蒸気機関車は規格化・国産化された。しかし資本力の小さな鉄道向けの小型蒸気機関車までは国は関与しなかった。軽便鉄道、産業鉄道に向けては主にドイツ、コッペル社の小型蒸気機関車が廉価で高品質であったこともあり、第一次世界大戦までは大量に輸入され続けた。
  - その後は日本車輌製造、雨宮製作所、あるいは深川造船所などのメーカーによって国産化が進み、第二次世界大戦期には立山重工業などの手による規格化設計機関車の量産も実施された。
- 軍用鉄道
  - 鉄道連隊演習線

## 蒸気機関車の原理
| The main components of a steam locomotive | 1. 火室 2. 灰受け皿 3. 水 (ボイラー内部) 4. 煙室 5. 運転室 6. 炭水車 7. 蒸気溜 8. 安全弁 9. 加減弁 10. 煙室内の加熱管寄せとそれに付属した過熱管 11. ピストン 12. ブラスト・パイプ 13. 弁装置 14. ギュレータ・ロッド 15. ドライブ・フレーム 16. 従輪ポニー台車 17. 先輪ポニー台車 18. ベアリング及び軸箱 19. 板ばね 20. ブレーキ片 21. 空気ブレーキ・ポンプ 22. (前部) 中央連結器 23. 汽笛 24. 砂箱 |

蒸気機関車は湯を沸かして発生した蒸気を動力源として走行する。
ここでは主に世界各国で広く使用されていた、煙管式ボイラーとシリンダーを使用するタイプの蒸気機関車について説明する。
一般的な蒸気機関車を走らせるのに必要な機構としては以下のものがあげられる。
- 石炭等の燃料を効率よく燃やして、高温の燃焼ガスを作る火室。
- 火室で発生した燃焼ガスの持つ熱エネルギーを利用して水を沸騰させ、高温高圧の蒸気を作るボイラー。
- シリンダーに送る蒸気の方向や量を制御する各種弁装置。
- 蒸気のエネルギーを往復運動のエネルギーに変えるシリンダー。
- シリンダーの往復運動を回転運動に変換し駆動力を発生させるロッドと動輪。

### 火室

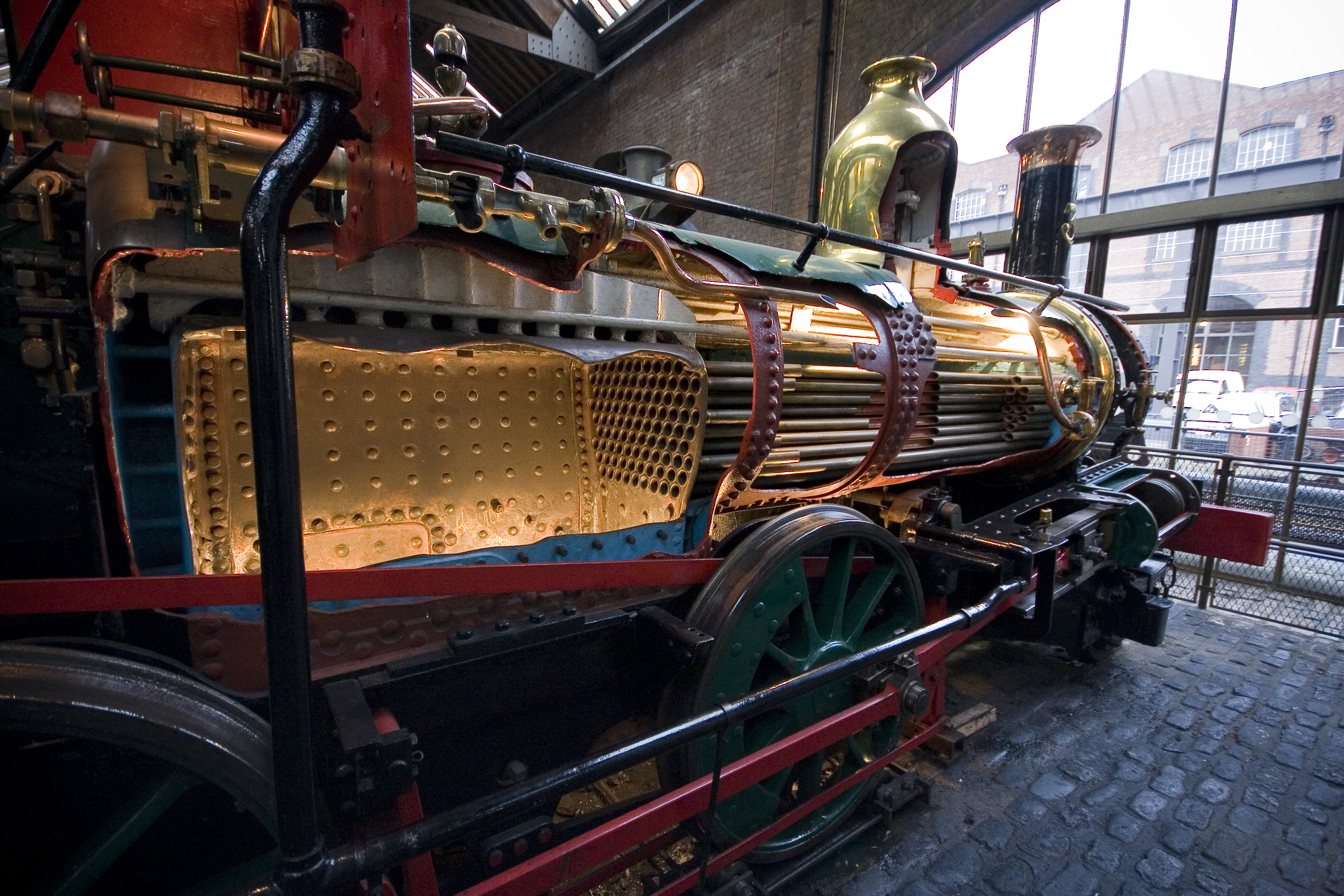
切断展示物の火室 (左) 及びボイラー (右)

火室は燃料を燃焼して高温のガスを作る場所である。火室の底（床）部分は燃え滓（）の灰が落ちるように格子状（いわゆる火格子）に作られている。いったん運用を始めると火を止めると鉄が熱収縮による金属疲労を起こし、火室が割れる恐れが出て来るため、通常は機関車を走らせていない夜間も石炭をくべ続け、火を消さないよう運用する。
蒸気機関車の出力を決める第一の要因は「火室でどれだけ大きな熱エネルギーを発生できるか」であり、その指標として火室の平面積を表す火格子面積が使われる。火格子面積は狭軌が一般的であった日本の場合、明治初期のころの機関車で1m2以下、それ以降順次増大しD51形で3.27m2まで大きくなったが、火室への燃料供給は人力（シャベル）による投炭であった。さらに大型（日本最大）で戦時の貨物増大に対応して製作されたD52形では火格子面積は3.85m2となったが、これは1人で人力投炭を行うには限界に近い負担を強いたため、第二次世界大戦後、同形式のボイラーを流用して製作されたC62形などと共に、蒸気エンジンで駆動される自動給炭装置(メカニカルストーカー)が装備された。ちなみに標準軌を採用した南満洲鉄道で特急列車「あじあ」を牽引したパシナ型機関車の火格子面積は6.25m2で、ストーカーが標準搭載されていた。また、日本と同じく狭軌を標準としていた南アフリカでは当時黒人労働者を低賃金で利用できたことから、彼らを投炭手として複数乗務させ、交代で全力投炭させることでストーカーを装備せずに火床面積を日本の機関車よりも大きくとるケースが存在した。
なお、給炭の手間や燃費を除いても火床面積は出力に対し十分な火力が得られるならば無理に拡大する必要はなく、特に内火室容積に比べて過剰に大きい場合不完全燃焼が起きやすくなる。
強力機ではそのボイラー容量に見合った火力を得るため巨大な火室を備えるケースが多いが、高カロリーの良質な燃料を常用できる環境にあった鉄道、例えばイギリスのグレート・ウェスタン鉄道(GWR)の機関車では、4073形（キャッスル級あるいはカースル級とも。軸配置2C、過熱式単式4気筒、狭火室。火格子面積2.73m2）のように、狭火室のままで他社が保有していた同クラスの機関車を上回る高性能を発揮する例が少なからず存在した。広火室は、総じて低品質の燃料でより大きな出力を得る手段として利用されていたのである。
機関車の火室には、左右の台枠間に設置したいわゆる狭火室タイプと、より大型の機関車に設置される台枠の幅（軌間）より大きな広火室タイプのものがある。D52等、一部の形式では煙管の手前に燃焼室を備える。
基本的に軌間が同一なら同じ面積の火床面積を得る場合、狭火室より広火室の方が奥行きが短くなる分投炭が楽になるが、奥まで石炭が届く構造ならばむしろ投炭口左右にシャベルを返す手間が省けるので狭火室のほうが楽な場合もある（前方への傾斜を調節し前後幅が3.8mもある火床の前部に石炭が崩れていくようにしたフランスのノール鉄道のスーパーパシフィックや、パリ・オルレアン鉄道の240.700形など）。
石炭が燃える際の炎は、石炭の成分が分解・蒸発しながら空気中の酸素と反応しているため、燃焼ガスの温度は石炭自体から少し離れたところで最高となる。このため火室内には燃焼ガスの流れを迂回（）させて、ボイラーの各煙管の距離を稼いで最高温度の燃焼ガスを導くのと各煙管に均等に燃焼ガスが流れることができるように火室中央部を斜めに通るアーチ管に載せらた邪魔板 (煉瓦（）アーチ)がある。火室の前後左右と上部は缶胴内の水で囲まれており内火室と呼ばれている、前述したアーチ管には、缶胴内の水が入り込むことで、缶胴内の水を循環させる役割を持たせており、ここの部分は外火室と呼ばれボイラーの一部となっている。また、燃焼ガスの火力を高めるために内火室とボイラーの煙管の間に燃焼室を設ける場合がある。これは、火室の邪魔板の上の空間が延長された構造となっている。

### 自動給炭機
火格子面積の大きい広火室を備えた機関車に装備され、炭水車からスクリュー（送りねじ）で石炭を運転室まで搬送し、蒸気で火室内に飛ばした。
大型機が多く大量の石炭を消費したアメリカでは、1901年には開発され、1905年頃には、普及。1938年には法律で、ボイラーの大きなSLには、搭載が義務付けられた。この通達で、1939年4月15日以降に製造される動輪重量で16万lbs(ポンド)以上の旅客用機関車、同じく17.5万lbs(ポンド)以上の貨物用機関車に、搭載された。
その後、日本でも導入された。
1次大戦後ペンシルバニア鉄道の当時の主力機K4形（火床面積6.5平方m）に大量に採用され、その後火床面積5.5平方m以上の機関車には設置が義務付けられたが、そこまで多量の石炭を消費しないヨーロッパ諸国（＋日本）では手炊きに比べて無駄が多いとされ、フランスでは1938年のフランス国鉄（SNCF）450P形で初採用したものの設置された機関車は少数派で、イギリスは最後まで設置せず、ドイツや日本も二次大戦前には未使用である。
日本では蒸気機関車用の自動給炭機は、1948年（昭和23年）製のC62形、C61形を嚆矢として、戦時形のD52形についても、標準形への装備改造時およびD62形への改造時に装備された。熱量の低い石炭を使用する常磐線用のD51形の一部にも搭載された。

### ボイラー
火室で作られた高温の燃焼ガスは、煙管と呼ばれる数多くの細い管に導かれる。煙管の本数や管のサイズは機関車の出力性能に大きく関与するが、本数は50本から200本、管の直径は50mm前後である。煙管の周囲は水で満たされており、燃焼ガスが通過する際の熱伝導を受けて蒸気が発生する、いわゆるボイラーであり、この部分は缶胴と呼ばれている。ボイラーの材質は鋼鉄が一般的だったが、イギリス等では銅も使用された。発生した蒸気は上部の蒸気溜（）のドームに一旦溜（）められ、溜められた蒸気は、蒸気機関車の各種補機類を作動させるために取付けられた配管により分配されるが、走行に使用される蒸気は、加減弁で流量を調整後、乾燥管を通って蒸気中の水分を取り除かれて乾燥された蒸気となり、煙室の主蒸気管を介して走り装置の蒸気室のシリンダーに送られる。
まれに車両限界の都合などでドームがない機関車もあり、こういった車両は缶胴最上部に細いスリットを持つ管を通し、そこから蒸気を採集する。蒸気は気体なので普通にこの穴を通過できるが同じ流体でも粘性のある熱湯は通過しにくいためシリンダー側に湯が入ることはまずないが、勾配区間での使用に関しては当然ドームがある方が安全であり、日本などでは使用されていない。
使用される蒸気は、圧力が10-16kg/cm2で温度は200℃の飽和蒸気を使用する飽和式と、さらに蒸気を加熱して圧力を高めるため、主蒸気管と乾燥管の間に過熱管寄せとそこから煙管の内部まで伸びて過熱管寄せに戻る過熱管を装備して、乾燥管からの蒸気を、過熱管寄せから過熱管を介して通過させることにより、蒸気の温度をさらに300-400℃に高めた過熱蒸気を使用する過熱式とがあり、直径が通常の煙管の2倍以上で過熱管を内蔵した煙管を大煙管と呼んでいる。1910年代以降の大型機関車には過熱蒸気を使用するようになった。
ボイラーの上部には蒸気圧が高くなりすぎたときに蒸気を逃がして圧力を下げる安全弁（万が一の故障を考慮して必ず複数が装備される）や、汽笛が装備されている。またボイラー内の水位を維持するために、水槽から新しい水を注水するための給水ポンプやインゼクタ（注水器）の2つが取付けられており、2つのルートからボイラーに水を送り込む仕組みとなっている。両者とも動力源にボイラーの蒸気を使用しているが、後者は蒸気溜からの配管から直接蒸気が送られる。また、ボイラー缶胴内に装備された注水パイプにより、均一に水を噴射させてボイラー内の水温にムラが出ないようにしている。中・大型機では注水の際に低温の水を注水する事でボイラー内の水が温度低下を起こし蒸気圧が下がるのを防止するため、一般に走行中は給水ポンプから給水温め器（蒸気室のシリンダーや補機類で使用された蒸気を引き通して水に熱を伝える熱交換器）を介してボイラーに注水し、走行中や絶気中はインゼクタを使用する（なおインゼクタは冷水でないと給水できないのでこれだけを使う機関車では給水温め器の必要はない）。
なお、第二次世界大戦中のドイツで設計・製作された貨物用の52形では、軸配置1Eの大型機であったが構造簡素化による生産性の向上を目的としてインゼクタを複数搭載として従来のドイツ国鉄機で標準であった給水ポンプ+給水温め器の搭載が省略され、またイギリスのグレート・ウェスタン鉄道などではやはりインゼクタの複数搭載を標準としていたが、クラック弁と称する特殊な弁を使用することで、ボイラーに注水される水の温度が段階的に引き上げられる、つまり給水温め器を使用するのと同様の効果が得られるような機構を採用していた。
ボイラーの性能を表す指標として、蒸気圧力、飽和式か過熱式か、煙管・大煙管の太さと本数または煙管の総表面積（熱伝導面積）などが使用される。一般にボイラーでは圧力が高いほどエネルギー効率は上昇する（飽和式の場合は水に戻りにくくなるというメリットも生まれる）が、蒸気漏れなどに対する対策に高度な技術が必要となるのでそういった兼ね合いで上限値を定め、蒸気機関車の場合は構造上や運用の都合もあって据え置き式や船舶のボイラーなどと比較すれば低圧の部類に入る。
最初期の蒸気機関車では1829年のスチーブンソンのロケット号が出場したレインヒルトライアルのルールが「（安全のため）ボイラ圧力は1平方インチ当たり50ポンド（約3.55気圧）以下」と非常に低圧で、その後鋳鉄技術の向上で1850年ごろには10気圧程度まで上がり、以下1870年代には鋼鉄製が一般化して11～12気圧、20世紀初頭には13～14気圧ぐらいでイギリスの場合では最盛期で17.7気圧（正確には「1平方インチ当たり250ポンド」）になった。他の国の場合はフランスは複式が多いので初期の圧力を高めにして20世紀初頭に16気圧、1930年代に20気圧のものが出始めこれが全盛期の標準。ドイツは過熱蒸気を早いうちに採用したので低圧でも飽和蒸気のような問題は起きないと保守を楽にするため、あまり圧力を上げずに第二次大戦前でも16気圧付近が上限で戦後の試作機10形の18気圧が最大で、これを手本にした日本も世界的には低圧気味で明治初期のイギリスなどから輸入した機関車で8気圧前後から始まって順次昇圧したが最大で16気圧までにとどまっている（計画では18気圧のものもあった）。試験的なもの（水管式ボイラーを採用していた一部の試作機関車では、ボイラー圧力が100kg/cm2超えもあったが実用的に成功したものはない）を除くと高圧が多かったのは蒸気機関車全盛期のアメリカで、黎明期の19世紀中ごろ時点では7気圧とかなり低かったが1893年のNYCの999号（New York Central and Hudson River Railroad No. 999）が12.6気圧、その後他の国で圧力の進化が止まっても上昇を続け、第二次大戦中21気圧、戦後ノーフォーク＆ウェスタン鉄道で22気圧を煙管式ボイラーで達している。

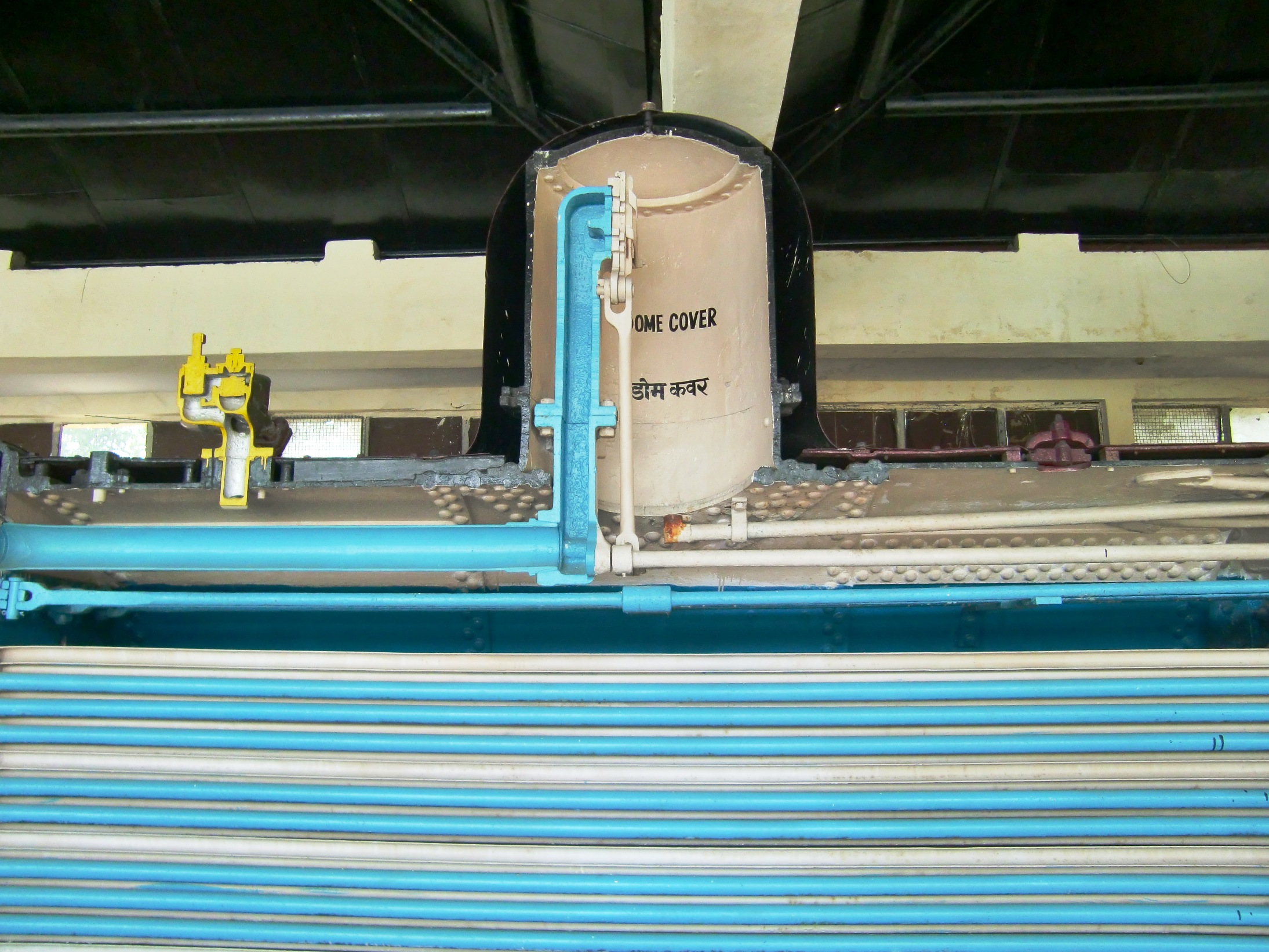
A48の煙管と上部にある蒸気溜めと加減弁
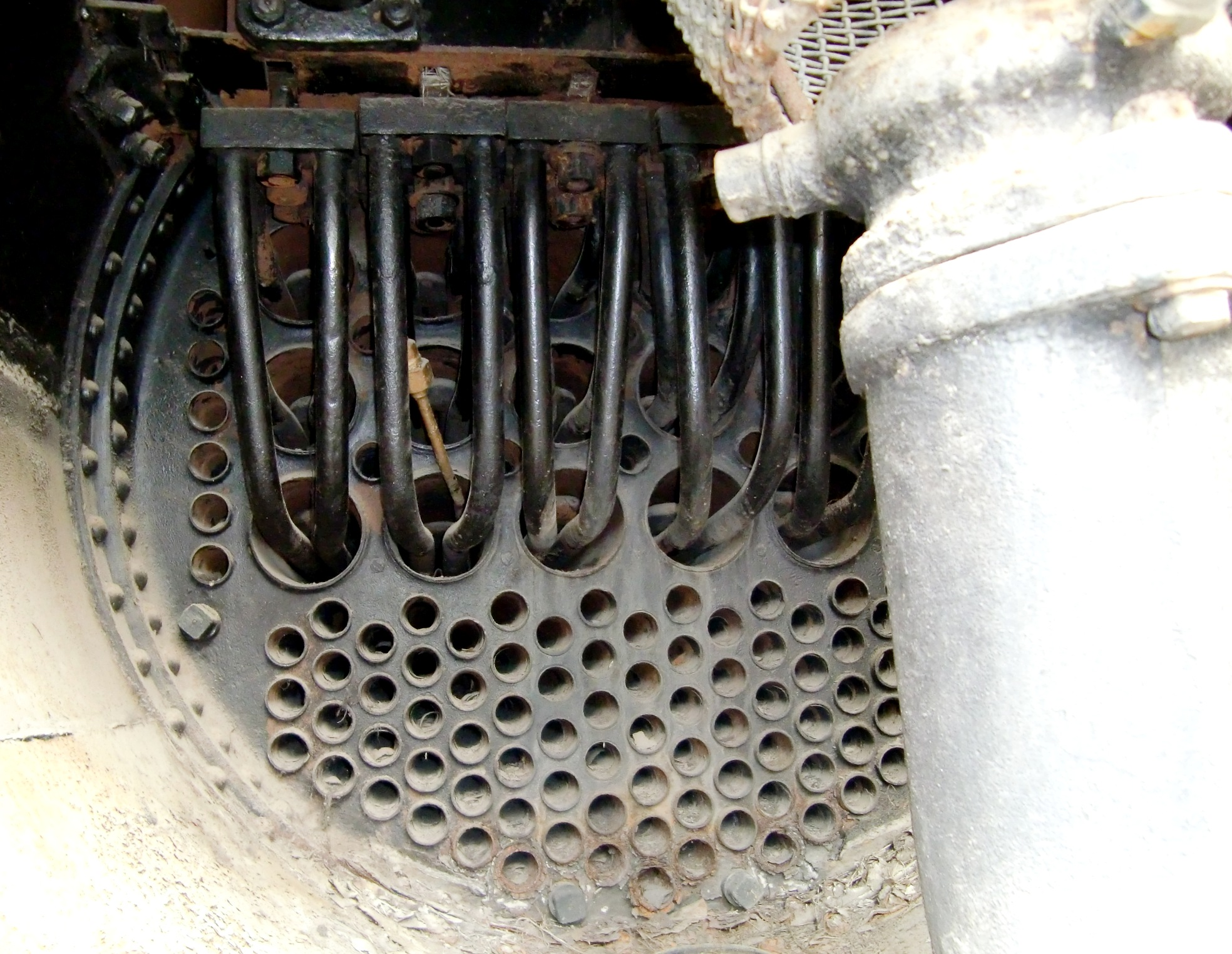
過熱式蒸気機関車の煙室、通常の煙管のほかに、上部には煙管の中を通る過熱管が入り込んだ大煙管がある、右端に見えるのが煙突下部
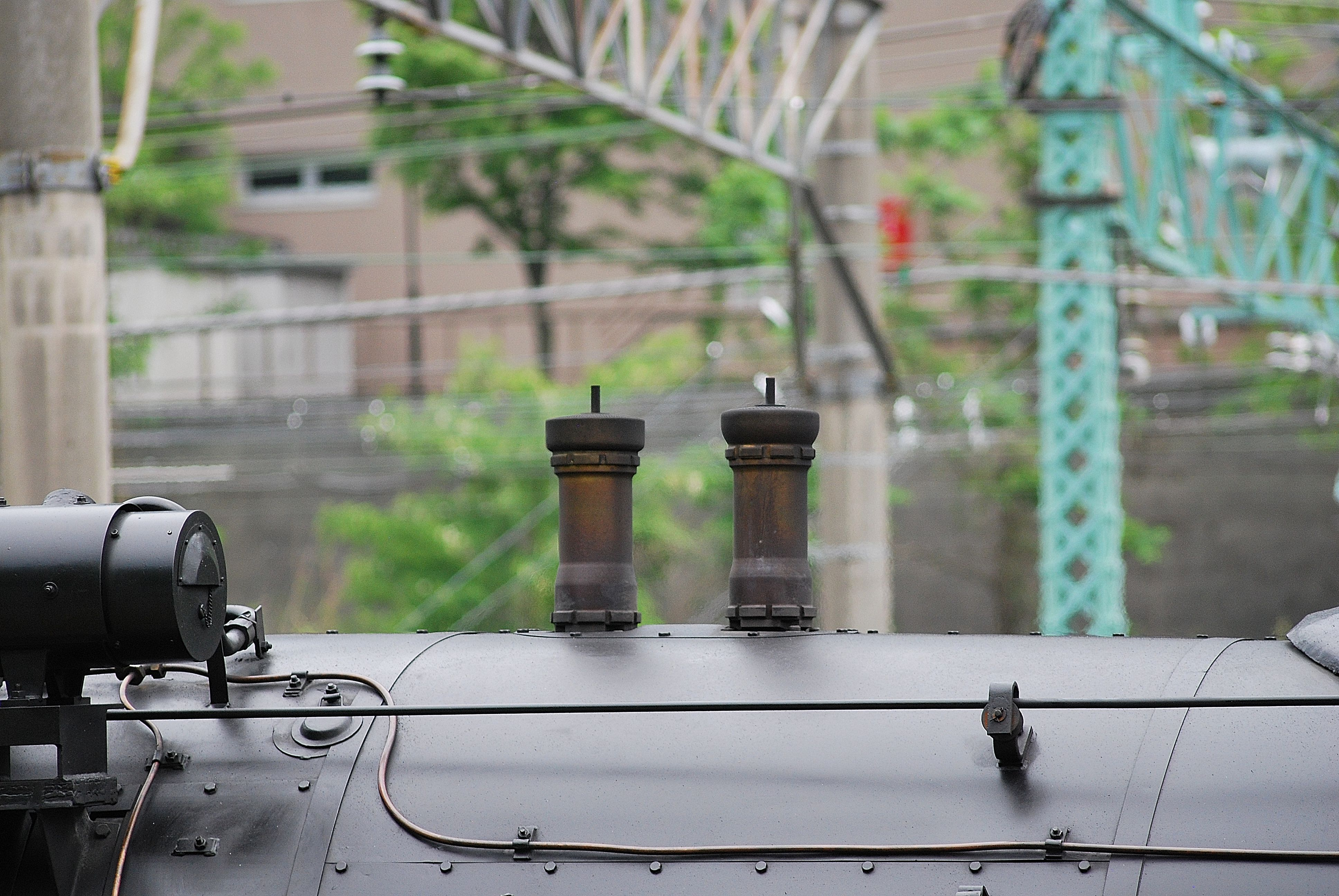
C61 20号機の安全弁
C61 20号機の給水ポンプ
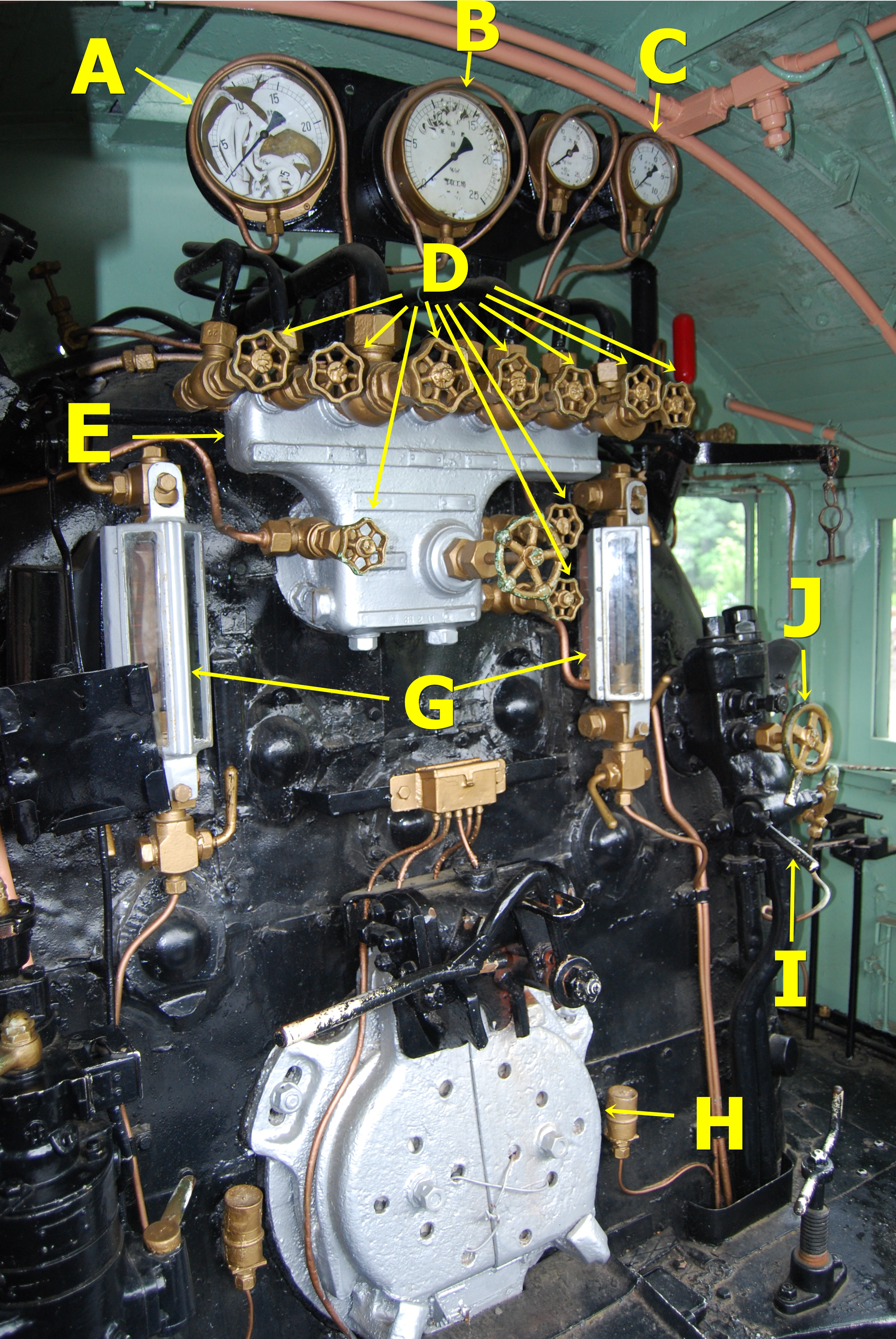
青梅鉄道公園に保存されているD51 452号機の運転室にある各装置類（各部の詳しい説明は画像をクリックしてください）

### 煙室
煙室は機関車の先頭部分にあり、ボイラー内の煙管を通過した燃焼ガスと蒸気室内のシリンダーでピストンの作動させた蒸気（排気ブラスト）が吐出管を介して入り、その後に上部にある煙突から両者が吐き出される所である。吐出管から勢い良く噴射した蒸気が、上部にある煙突に目がけて流れるため、霧吹きで水が吸い上げられるように、気圧差により内火室からの燃焼ガスを煙管を介して強制的に誘引することにより、内火室への空気流入量が増えて燃焼効率の向上を助ける働きを持っており、これを「ドラフト」という。
模索期の機関車と復水式の機関車ではドラフトに圧縮空気を使用するものもあったが、模索期の米仏にあった車軸からベルトでふいごを動かす装置では勾配（低速になる）でドラフトが弱まるという致命的な問題があったため、蒸気消費量が多くなるほどドラフトが強くなる排気ブラストを使用する方法を変えることはなく、復水式は蒸気を捨てずに水に戻して再使用する以上排気ブラストが使えないことから一部の蒸気でタービンを回してそれで車体前部では排気ブラストに変わってドラフトを起こし、テンダーでは蒸気を冷やして水に戻したが、このエネルギー分の燃料とメンテナンスの手間が増大したので、復水式自体が商業的に成功しなかった。
また、煙は上の煙管を通りやすいので燃焼ガスの流れを上下で均一にするため、加減反射板を装備して、蒸気の通過速度が一番速い煙室下部に迂回して燃焼ガスを導いており、加減反射板は迂回の度合いを調整することが可能である。また、一部の機関車では、吐出管から出るの蒸気の噴射速度の調整ができるようになっている。また、惰性運転時での後述する絶気運転や停止中では、蒸気溜の加減弁が閉の状態のため、蒸気室のシリンダーにボイラーからの蒸気か送り込まれず、煙室内にドラフトを発生させるため、運転室の蒸気分解箱にある通風弁（ブロアバルブ）を開いて、蒸気を別にある通風管を介して煙室内に送り込み、煙突に向けて噴き出すことで、ドラフトを発生させて内火室からの燃焼ガスを煙管を介して誘引させている。

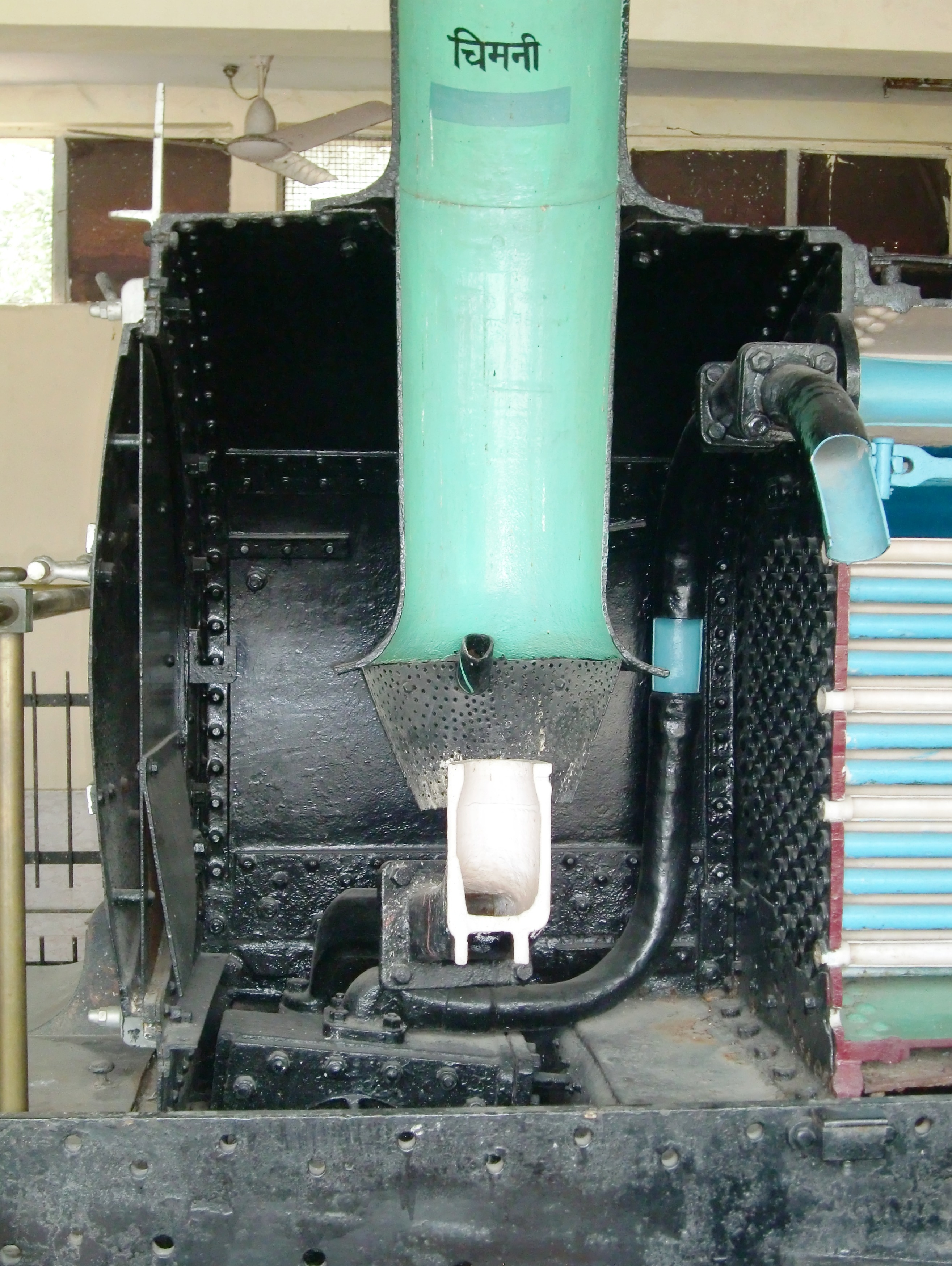
煙室の構造、シリンダーで使われた蒸気は下部の白色の吐出管から煙突に吹き上げられる。煙突入口には火の粉よけのメッシュが装備されている

### 弁装置・シリンダー・コントロール装置

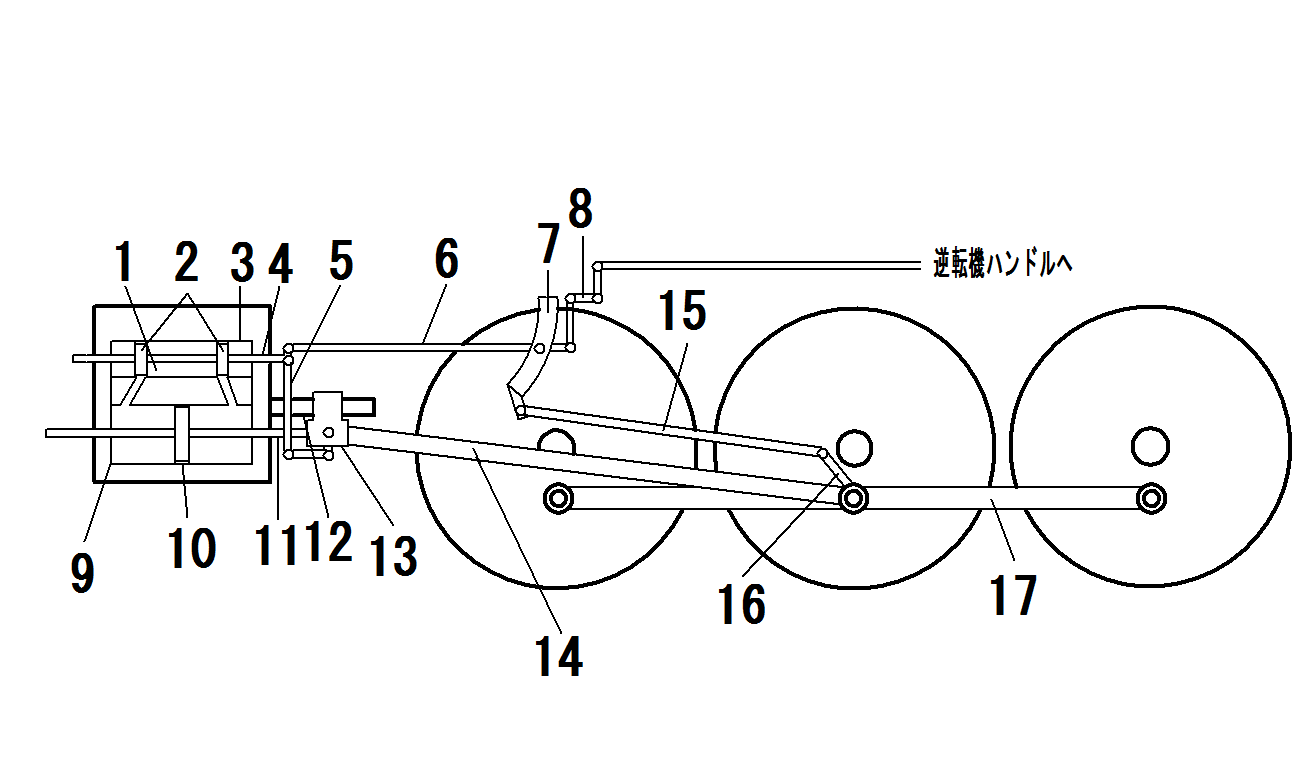
蒸気機関車の走り装置（ワルシャート式）のモデル図
1弁室、2蒸気弁、3蒸気室、4弁心棒、5合併テコ、6心向棒、7加減リンク（中央の支点をモーション・プレートに固定）、8釣りリンク腕、9シリンダー室、10ピストン、11ピストンロッド、12滑り棒、13クロスヘッド、14主連棒、15偏心棒、16返りリンク、17連結棒。

機関車をスムーズに走らせるためには、シリンダーに送る蒸気の方向を適切に制御する必要があり、右側の弁装置 により制御される。出力の制御は運転室にある加減弁ハンドルと逆転機ハンドルによって制御される。加減弁ハンドルは、蒸気溜にある加減弁に引き棒で繋がっており、動かす事により蒸気溜から蒸気が乾燥管と主蒸気管を介して蒸気室に流れ、蒸気室内の2つの蒸気弁の間のある弁室を介して蒸気室前後に設けられた蒸気通路のどちらか一方を通って蒸気が送り込まれ、シリンダー室内のピストンを作動させる。蒸気が送り込まれたピストンの反対側の蒸気は、シリンダー室から蒸気が送り込まれた蒸気通路とは反対側の蒸気通路を通って蒸気室に戻り、蒸気室左右にある排気通路から吐出管に排出される。この動きを前後交互に行うことでシリンダー内のピストンを往復運動させることができる。シリンダー内のピストンを往復運動させる蒸気の給排気を行う蒸気室の蒸気弁は、ピストンとの間で90度の位相差で動いており、蒸気弁はピストンの動きを伝達して動かしている。力の伝達はピストンロット→クロスヘッド→合併テコ→蒸気弁の弁心棒とピストンロット→クロスヘッド→主連棒→返りリンク→偏心棒→加減リンク→心向棒→合併テコ→蒸気弁の弁心棒の2つの径路で伝達される。また、合併テコは2方向から伝達される力を合併する役割を持っており、それを介して蒸気弁を作動させる。また、発車時では、一気に加減弁を開けてしまうと、蒸気が一気にシリンダー内に入り、動輪が空転してしまうため、加減弁を徐々に開いていく操作を行う。惰性運転時には、加減弁を完全に閉じてシリンダー室に蒸気がまったく入ってこない状態にする（絶気運転とも呼んでいる）。
逆転機ハンドルは逆転棒と繋がっており、その先の釣りリンク腕と釣りリンクを介して心向棒と繋がっていて、さらに心向棒から加減リンクを通り蒸気室の蒸気弁と合併テコを介してクロスヘッドに繋がっている。逆転機ハンドルは回すことで、心向棒を介してシリンダー室上部にある蒸気室の蒸気弁を操作できるようになっている。蒸気機関車の速度制御は、蒸気溜にある加減弁での調整によっても可能であるが、実際の速度制御は、蒸気弁からシリンダーへの通路の開口部の開口率の変化によって行われる。その変化の動作に使用されるのが偏心棒、加減リンク、心向棒の3つであり、加減リンクは中央を支点としてモーション・プレートに取り付けられており、その下部に連結された偏心棒により、加減リンクが支点を中心として上部と下部で往復運動を行なって、心向棒と合併テコを介して蒸気弁の弁心棒に力を伝達する仕組みとなっている。心向棒の力点は、逆転機ハンドルにより加減リンク内を上下方向に動かすことが可能であり、加減リンクの支点に近い位置では、蒸気弁の往復運動の幅が小さくなり、加減リンクの支点から離れた位置では、蒸気弁の往復運動の幅が大きくなる。その幅の変化が開口率の変化となり、開口部の大きさと蒸気弁からシリンダーへの蒸気が入らないカットオフの時間が変化することで、シリンダーに入る蒸気量の調整を行い、シリンダー内の中のピストンが時々の状況に応じた速度に対応した往復運動をするようになっている（出発時は、心向棒を加減リンク中央から下に離れた位置に移動させて、開口率を大きくカットオフの時間を短くすることでシリンダー室に入る蒸気を多くして動輪の回転力を大きく回転数を小さくし、速度が上がるにつれて、心向棒を加減リンク下部から中央の位置に徐々に移動させて、開口率を小さくカットオフの時間を長くすることでシリンダー室に入る蒸気を少なくして動輪の回転力を小さく回転数を大きくする）。また、開口率は、80%-0%の間で表しており、全出力で80%、停止時や惰性運転時では0%としている。また、加減リンクは前進または後進の切り替えも行い、同じく逆転機ハンドルを回すことにより、心向棒を加減リンクの中央（支点の部分）から下に下げると前進、上に上げると後進となる（前後進の切替は停止時に行う）。その他に、発車時に常温まで冷えたシリンダー室に蒸気を送ると、蒸気の温度が下がり凝縮が発生してシリンダー室に水が溜まるため、溜まった水を排出するシリンダー排水弁や、蒸気室の前後をバイパス管で結びその中間に弁を設置し、惰性運転時に、逆転機ハンドルを操作して蒸気室とシリンダー室を結ぶ蒸気通路の開口率を80%にしてからその弁を開き、シリンダー室のピストンの前後の空気を行き来できるようにして、ピストンの空気抵抗を最小にするバイパス弁がある。
機関車の出力は最終的にはシリンダーの大きさ×数×蒸気圧力で決まる。カタログではシリンダー直径×行程で示される。蒸気機関車の設計は、シリンダーで使用される蒸気量と、蒸気を作る能力（火室やボイラーの性能）がマッチするよう考慮される。

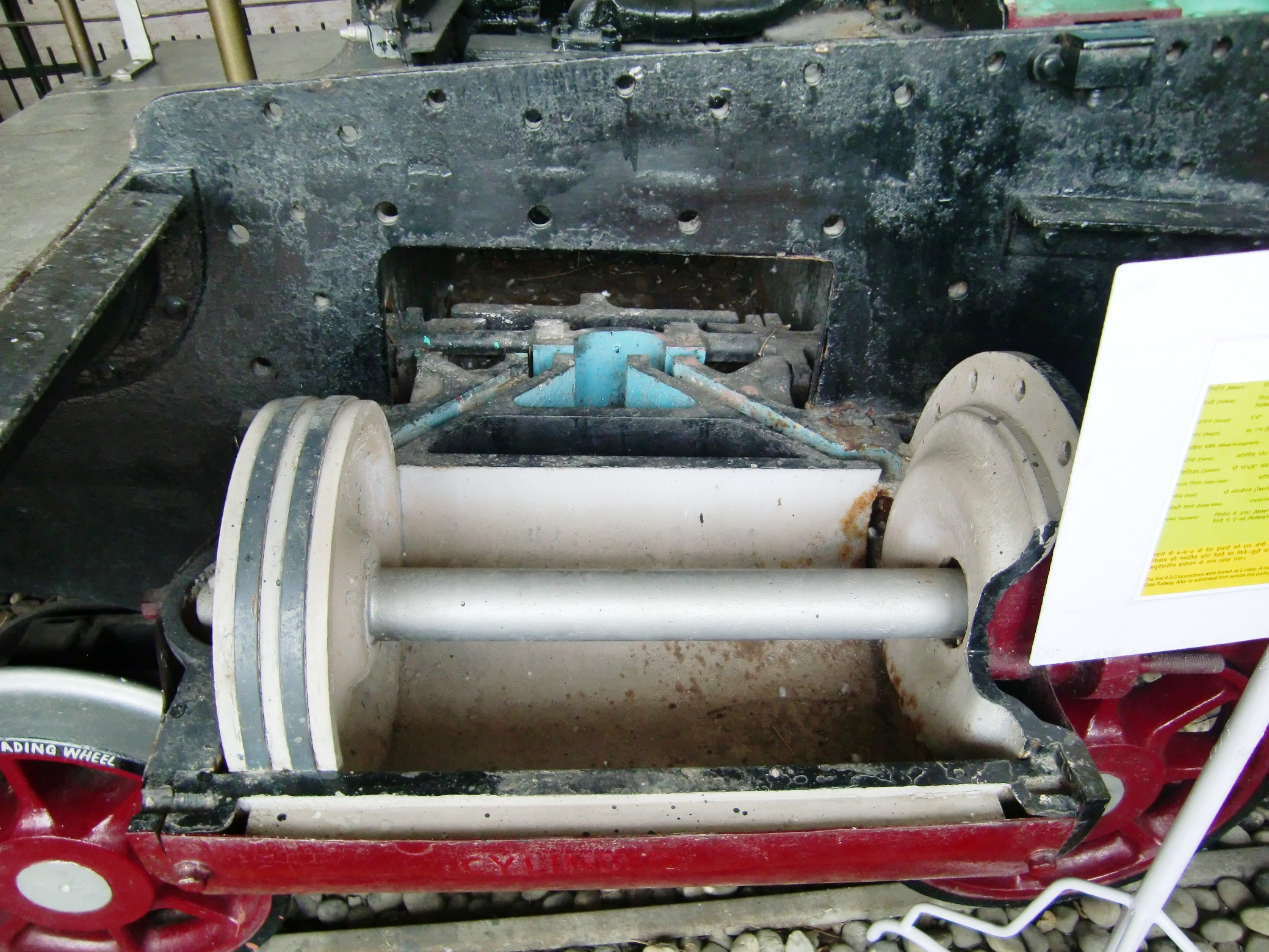
A48のシリンダー部分の切断展示、ピストンは前端位置にある。
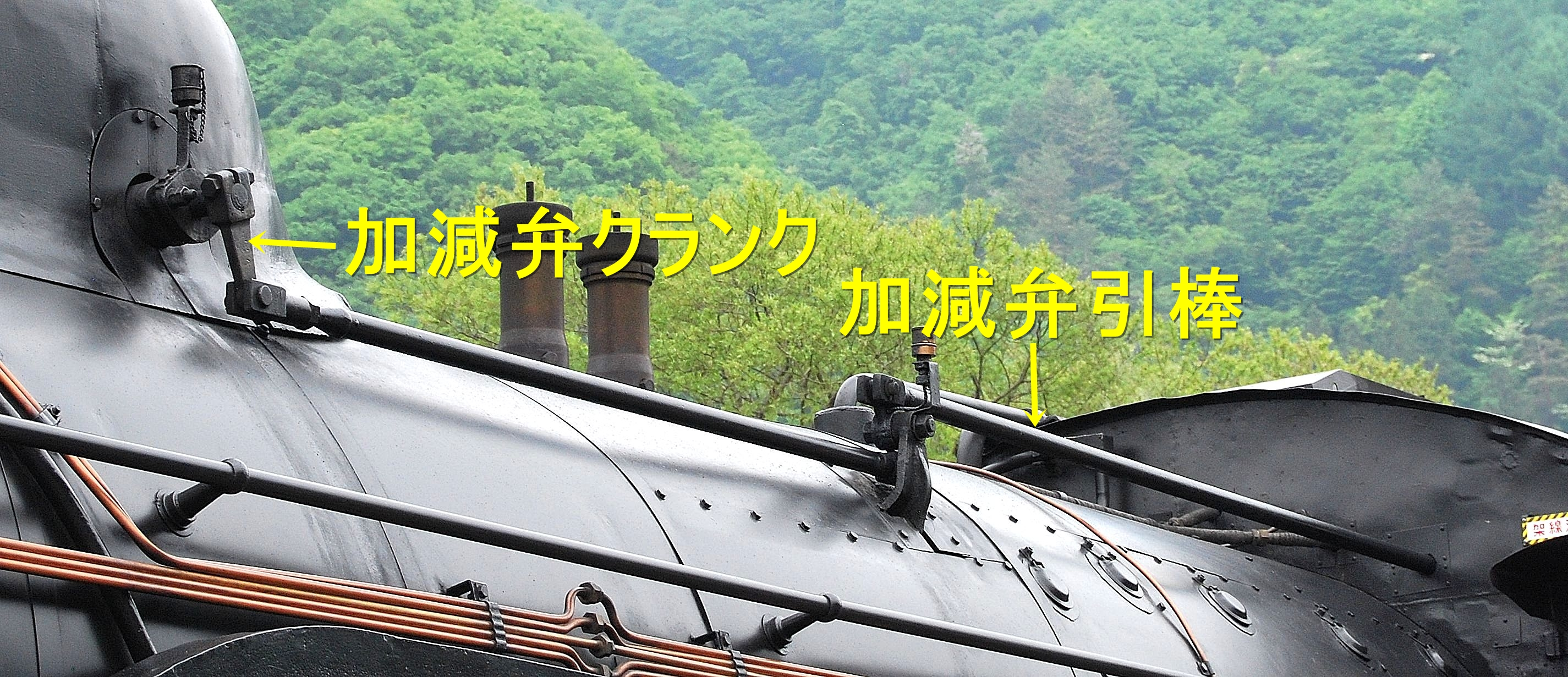
C61 20号機の上部にある加減弁引き棒と加減弁につながる加減弁クランク。
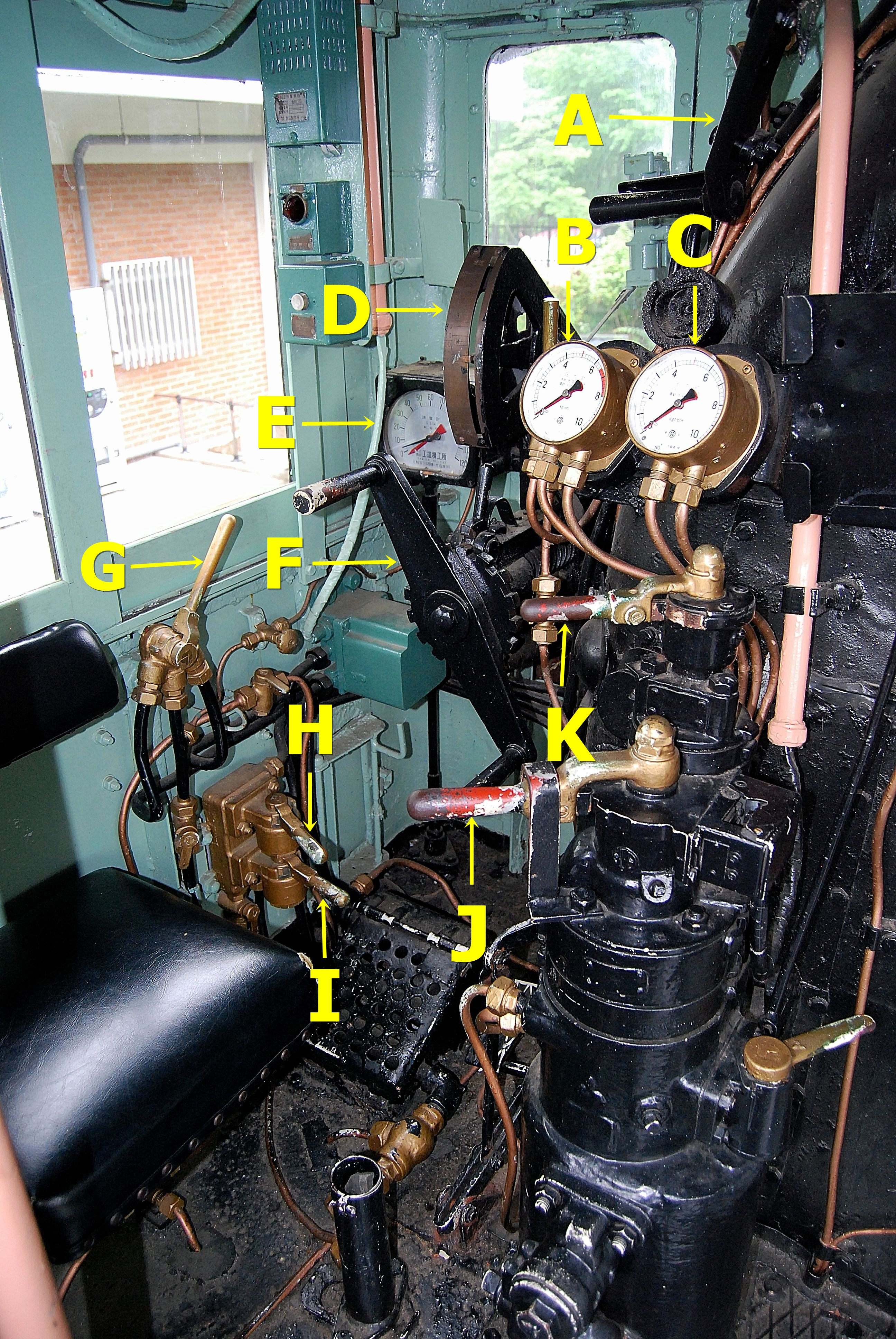
青梅鉄道公園に保存されているD51 452号機の運転室にある各運転機器類。（各部の詳しい説明は画像をクリックしてください）

### 動輪・先輪・従輪
気筒室で作られた往復運動は主連接棒（メインロッド）を通じて動輪に伝えられ、ここで最終的に回転運動におきかえられる。主連接棒と連結されている動輪を主動輪という。主動輪と他の動輪は連結棒（カップリングロッド）で連結されている。また左右の動輪は車軸で繋がっており、2シリンダー機の場合は連結棒を介して90度の角度でずらして主連接棒と連結されていて、それにより片方の気筒室内のピストンが前端または後端の死点に達してピストンの力がゼロになっても、もう片方のピストンの力が最大になるように動力伝達されている。
動輪以外に機関車に設置される車輪として先輪と従輪がある。先輪は動輪の前に設置され、カーブでのスムーズな方向転換に有効であり、機関車重量の一部を負担する効果もある。従輪は動輪より後ろに配置され、機関車後部の重量を受け持つ。大きな火室を必要とする高出力機では、小さな従輪の上に幅広の火室を装備する広火室タイプが採用された。
蒸気機関車の最高速度はシリンダーの往復速度と動輪の直径（動輪径）で決まる。すなわち巨大なクランク構造となっている蒸気機関車の動輪回転数は400rpm付近が限界とされており、実際に各国の蒸気機関車の最高速度もほぼこの限界値近くにある。高速度が要求される蒸気機関車は当然大きな動輪径が設定される。
蒸気機関車に限らないが滑らかな鉄の車輪を鉄のレールの上で走らせるため、スリップ（空転）を起こしやすい。重量のある列車を牽引する際に空転を防ぐためには動輪とレールの粘着性を上げることが必要だが、手段としては全動輪にかかる重量を増やす方法がとられる。即ち動輪1対あたりの重量（軸重）を増やすか、動輪数を増やして動軸上重量を増やすの2種類の方法がある。動輪および前輪と従輪の配置や数（軸配置）は機関車の性能を決定する重要なファクターである（車軸配置参照）。軸重の増加については軌道の強化が必要であり、動輪数を増やす場合については機関車の長さの問題、急カーブ通過時の問題などが発生する。動輪数を増やしてカーブ対策を行った方式として、前後に複数の駆動システムを有する関節式機関車がある。

### 補機類
前記したボイラーに水を注水するための給水ポンプとインゼクタがボイラー横に搭載される他、蒸気機関車自体や牽引する客車のブレーキ装置を作動させる圧縮空気を作る目的でボイラー缶胴部横や煙室前面などにコンプレッサーを搭載している（イギリスなど真空ブレーキ式の国ではこれがなかった。空気ブレーキはアメリカで1869年に発明され1872年に直通から自動式に改良、米国では1893年に全列車に空気ブレーキが装備が義務付けられた。なお、日本では真空ブレーキが先（1891年）に導入されたが、勾配が多い日本では1920年代以後に連続使用が効く空気ブレーキ式に切り替えられた。）調圧器により自動的に作動しており、そこで作られた圧縮空気は繰出管を介して冷却されてボイラー横の元空気溜に蓄圧される。また、前照灯など電気装置やATSの保安装置などを使用する目的でタービン発電機がボイラー上部の運転室側に搭載される。コンプレッサーもタービン発電機もボイラーから運転室に取付けられた弁が付いた蒸気分配箱を介して送られた蒸気を動力源としており、これらの弁の操作により蒸気が送られて各種補機を作動させる。

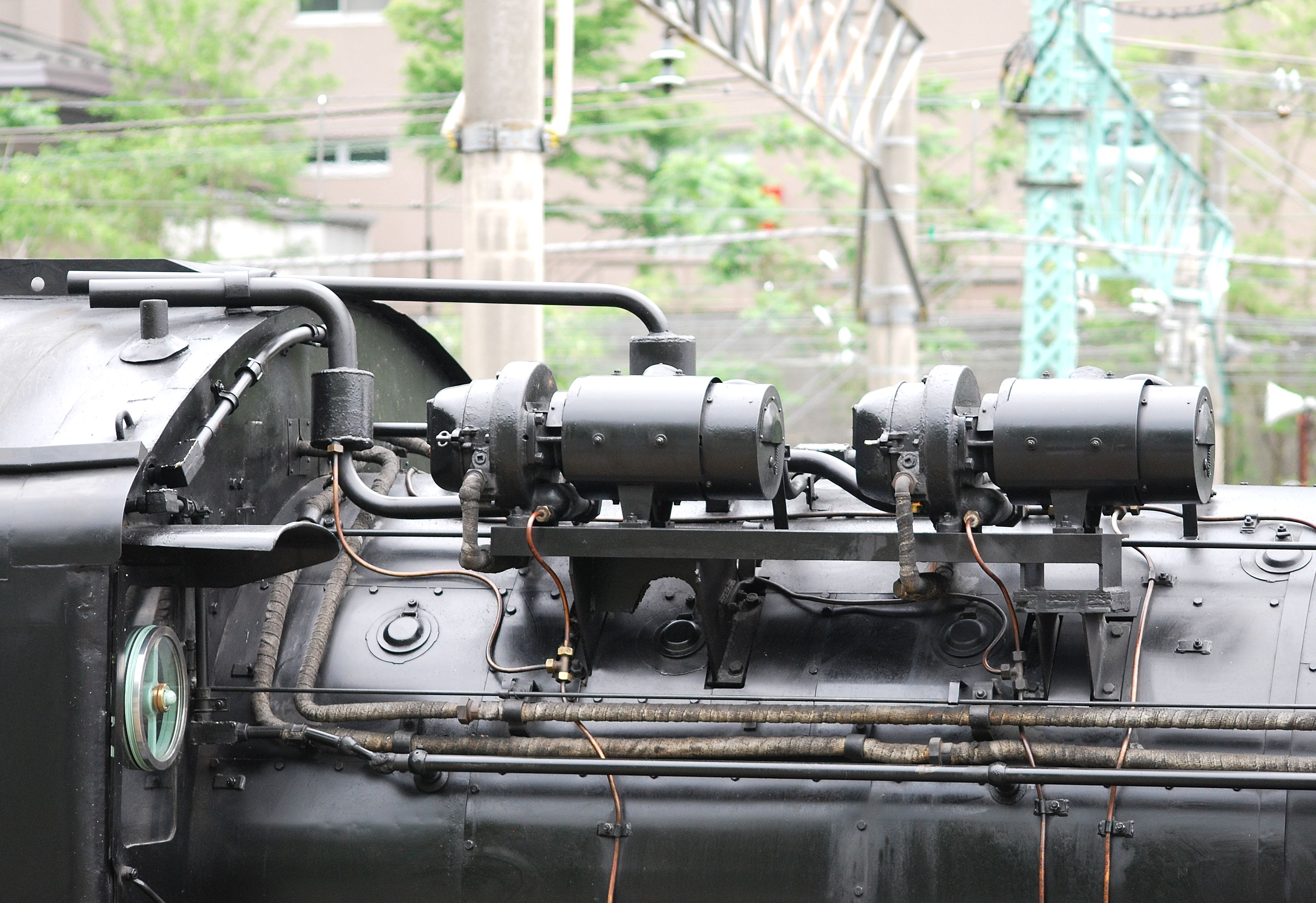
C61 20号機のタービン発電機
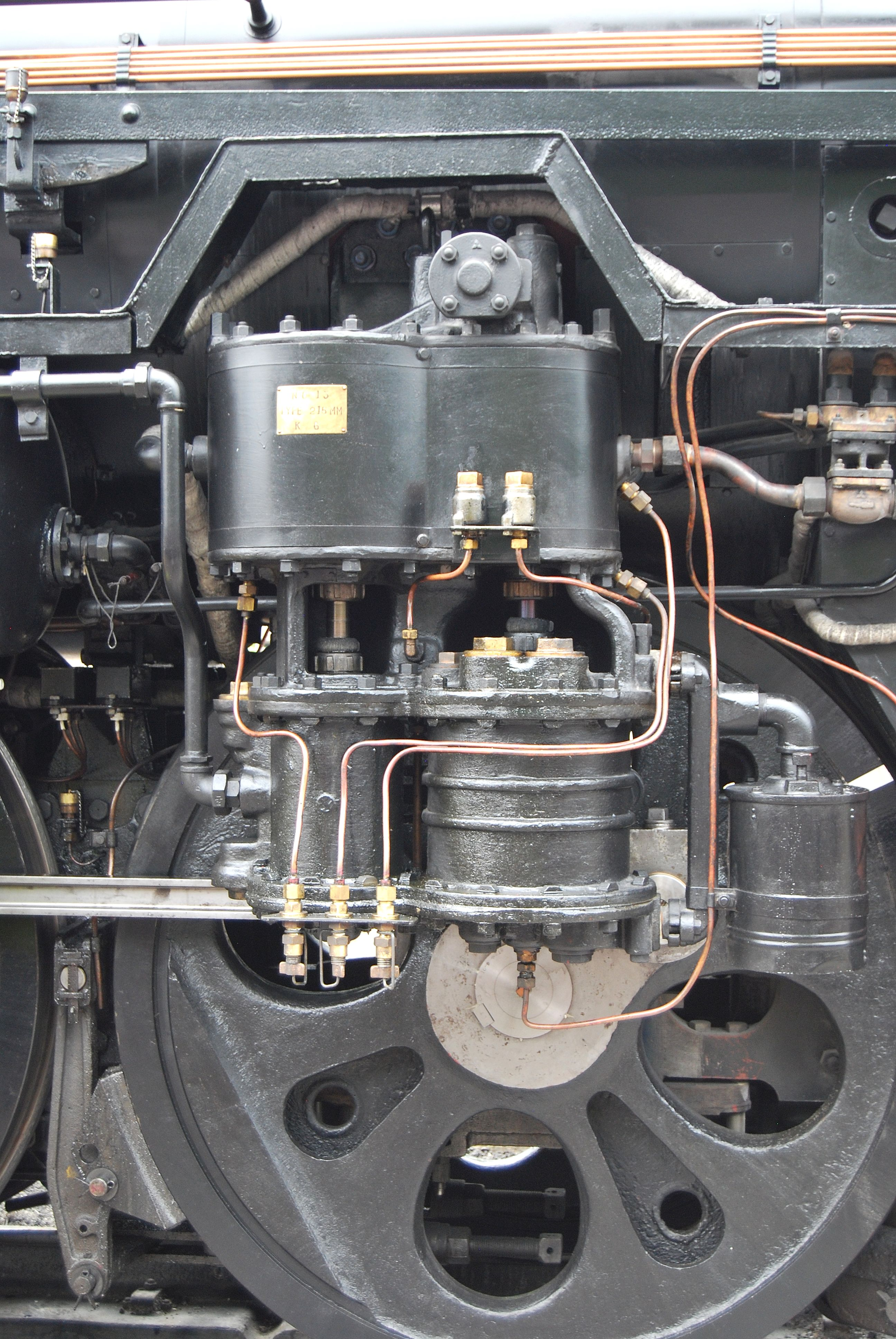
C61 20号機のコンプレッサー（空気圧縮機）

## 特徴

### 長所
- 多種類の燃料が使える。高熱量のものが望ましいが、石炭に限らずおよそ可燃物なら何でも使用可能。石炭以外の例として、石油の豊富なインドネシアなどでは重油、東京ディズニーランドのウエスタンリバー鉄道などでは灯油、軽便鉄道などでは薪、海外では草・バガスなどの例がある。第二次大戦中、燃料が高騰する一方で電力は水力発電で確保できていたスイスでは、蒸気機関車を電気加熱できるよう改造した例もある。わが国にも昭和20年代に重油を混燒するものがあった。
- 構造が簡単で修理が容易なために耐用寿命が長い。通常約30年程度。それ以降の運転は大規模な修繕や部品交換（オーバーホール）が必要とされるが、電気機関車やディーゼル機関車に比べて、延命が容易。世界遺産でもあるインドのダージリン・ヒマラヤ鉄道で使用されるイギリス製の蒸気機関車は、最古のもので110年にわたり使用されている。車籍を有し営業運転することのできる機関車として、日本のJR九州が保有する58654（8620形）があり、これは1988年（昭和63年）の復活運転以降ボイラーや台枠など多くの部品が交換されているものの、1922年（大正11年）の製造から約90年を経過してなお運行を続けている。さらに正式な鉄道路線ではないものの、博物館明治村で動態保存され施設内で実際に乗車できる客車を牽引する旧名古屋鉄道12号（元国鉄160形蒸気機関車165号）に至っては、ボイラーは1985年（昭和60年）に新製されたものと交換されているが、1874年（明治7年）の製造から130年以上が経過している。
- 一時的な過負荷では故障しない。戦場における軍用鉄道などではこの利点がある。

### 短所

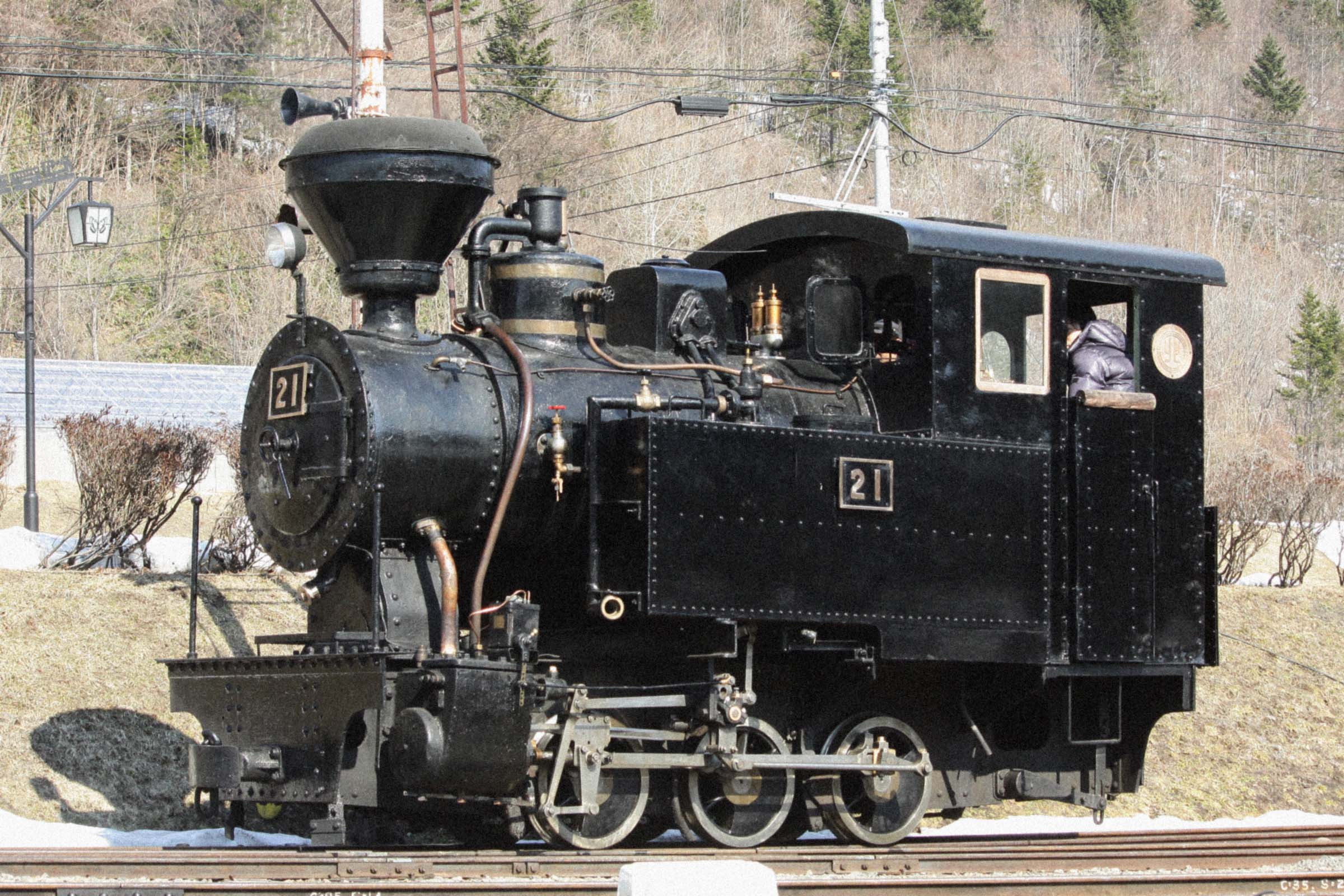
煙突から火の粉が飛んで山火事や火事をおこさせない機構が取り付けられた武利意森林鉄道18号形蒸気機関車

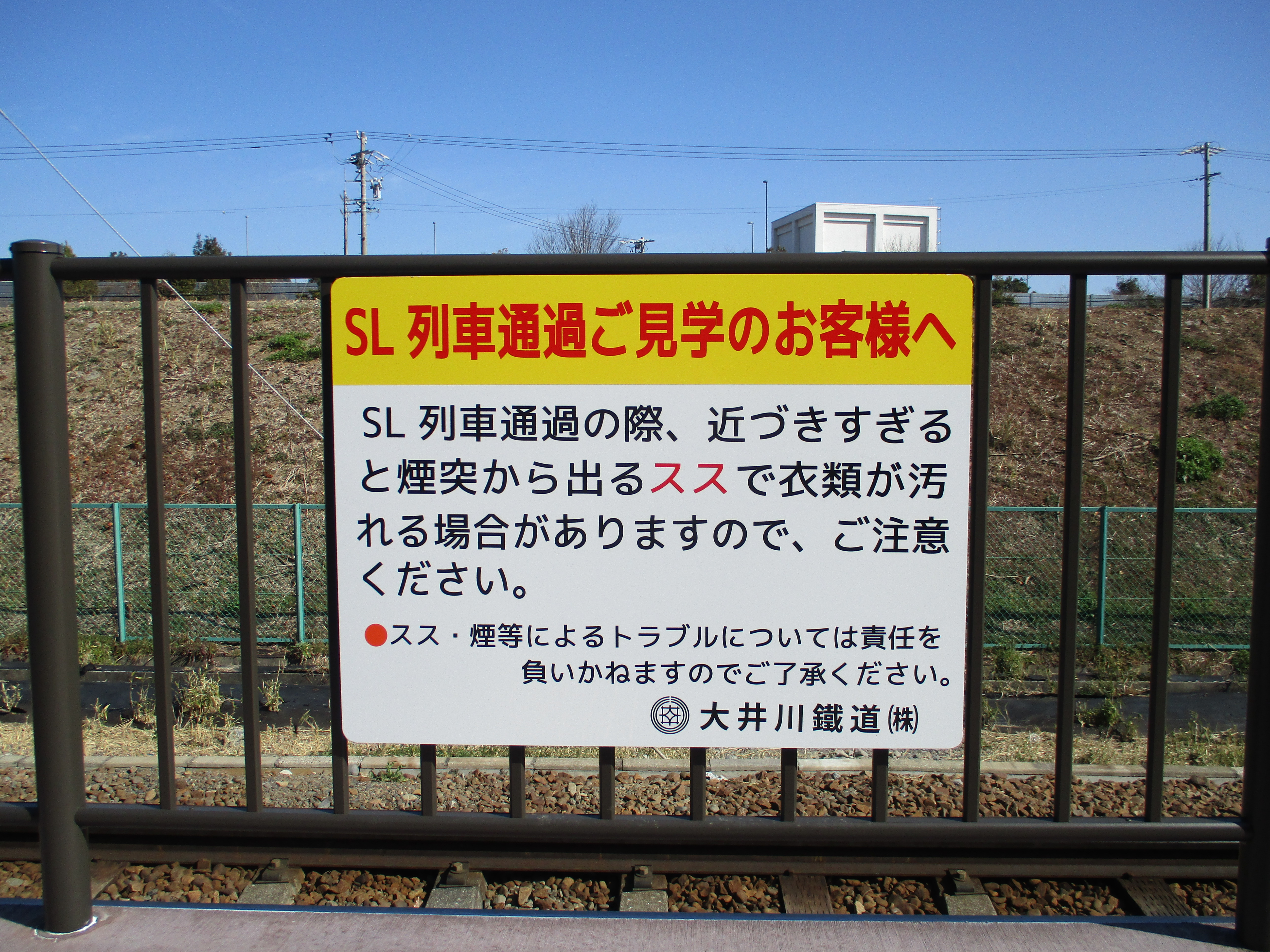
煤煙に注意するよう促す看板。（大井川鉄道門出駅、2021年2月撮影）

- 機構が簡単だが調整が難しく、雑な調整ではうまく走れない。修理作業に熟練を要するが、工作精度の点では内燃機関よりも低くとも問題ない[注釈 16][注釈 17]。
- 電気機関車やディーゼル機関車より燃費効率が悪く、牽引力も弱い。蒸気機関車の熱効率は10%程度といわれ、ディーゼル機関車の熱効率35%程度に比べてかなり劣る
- 高速運転できない。一般的な構造を備える蒸気機関車の速度は、動輪の直径とシリンダーの往復速度に比例するため、シリンダーの往復速度を速く、また動輪径を大きくするほど高速運転が可能となる。しかしシリンダーの往復速度の上限は、シリンダーとそれを支える台枠の剛性や強度、それにシリンダーやロッドなどの慣性質量に依存することから、ホイールベースが長く高速走行をする機関車ほど振動が激しくなり[注釈 18]、通常の構造では一定の速度以上への引き上げは難しい[注釈 19]。また動輪径についても、動輪の後方で従輪で火室を支えたり、ボイラー下に火室や動輪がこないガーラット式などの構造である程度カバーはできるものの、大径化に伴いボイラーや火室の邪魔になる他、軌間（レールの幅）を大幅に越えると一般に重心が高くなるため走行が不安定になり、危険である。このため標準軌でも実用になったのは7 - 8フィート（2135 - 2440mm）付近（20世紀に入ってからは7フィート以下が普通）であり[14]、これ以上に大径の動輪は実験的なものである。
蒸気機関車の最高速度は、狭軌 (1067mm) では1954年に日本のC62形17号機が129km/hを記録し、標準軌 (1435mm) では1936年にドイツの05形が、1938年にイギリスのLNER A4がそれぞれ時速200kmをわずかに超えた速度を記録している。しかしLNER A4はページにある通り無理に速度を出した場合の数値である。C62はまだまだ余力を残しており10‰勾配と曲線を超え木曽川橋梁から岐阜へ向かえば140km/hは出せていた[15]。C62の営業列車で120㎞/h以上(速度計の数値は120㎞/hまでしか書かれていない）の速度を出す機関士もおり[16]、他の機種でも戦時中の若い機関士を中心に客車を引っ張って129km/h以上を出すこともあった[17]。

営業最高速度は日本と同じ1067mm軌間ではインドネシア（1000形＝C53形）やニュージーランド（Ka形（en:NZR KA class）の時速120km前後が最高（日本は前述のとおり130km/hほどの速度を出すこともあったが600メートル条項の建前上時速100km程度）である。なお インドネシア（1000形＝C53形）は90kmほどで機関車が手に負えないほど振動が激しくなり、1931年に試験目的で100kmを出してみたところ更に激しく揺れたため最高速度は90kmに制限されており、120kmの営業運転がされていたという記述は信憑性が全く無い。インドネシアの最速機関車は110㎞の記録を出したC28タンク機関車で短距離高速列車を90kmから95kmの営業最高速度で運転していた。さらにニュージーランドKa形についても 同国のJA形が120kmを超えた逸話と混同しており、蒸気機関車時代の営業運転速度は120kmどころか50マイル(80.5 km/ h)である。またニュージーランド最速記録は英国から輸入したレールバスの125.5kmであり、それに迫る速度で営業運転をしていたことになる。標準軌でも、前述の最高速度記録を持つイギリスのLNER A4は、通常運行では安全面から時速90マイル（145km）ほどである（ドイツの05形に至っては車両自体が高速性特化で牽引力が低いため4から5両程度の客車しか引けずに量産されてない）。一方こういった問題のない電気運転の場合は、1903年にすでに時速200kmを突破した記録がある。（高速鉄道の最高速度記録の歴史も参照）
- 低速においても、鉱物などの大量輸送で見かけるような時速20-40km程度では、本来の力を発揮できない[注釈 20]。これは構造にもよるが、蒸気機関車は通常時速50kmから100kmで最高出力となるためでなので、時速15kmほどから強力な牽引力が発揮できるうえ、トルクの変動（空転の原因になる）もなく、機関車重量すべてを粘着重量にとれる電気式ディーゼルの方が圧倒的に有利[26]。
- 始動に時間がかかる。煙管式ボイラーが完全に冷え切った状態の場合、火入れ・蒸気の発生に数時間前から作業開始する必要がある。また走行終了後も石炭ガラの廃棄などの作業が必要。
- 電気機関車やディーゼル機関車の場合1人でも運転可能であるが、蒸気機関車の運転には、走行操作をする機関士とボイラーに水や石炭を送る操作をする機関助士の2人が必要となるため、2倍の人員を必要とする。後年自動給炭が可能なものも登場したが、機関助士の乗務を不要とするには至っていない。また、電気機関車やディーゼル機関車は重連運転の場合先頭車にだけ運転士が乗っていればよいが、蒸気機関車の場合は重連で四人、三重連だと六人の人員が必要になる[27]。なお、燃料を石油だけにすれば1人でも運転可能ということにはなるが[注釈 21]、他の欠点を補えるわけではないので、そのような時代が来る前に電気機関車・ディーゼル機関車の時代になった。
- 高温を発するボイラーを稼動させるために、運転士（機関士、機関助士）が過酷な労働を強いられる[28]。とりわけ夏季の高温環境における石炭投入などの重労働、冬季の寒気や雪の吹きさらしによる肉体的負担が挙げられる。
- 前方視界が悪い。構造上大型のボイラーを前方に配置せざるを得ず、結果線路上の障害物や軌道の損傷の発見も遅れて、大事故に結びつきやすい。
- 性能が条件により変化し、一定しない（燃料の発熱量、タンク機関車の場合は燃料と水の使用に伴う軸重の変化も影響する[注釈 22]）。
- 大量の煤煙（）・ガスを排出するのでトンネルでは窓を開けられない（この関係で山国では早くから電化が進んでいることが多い）[29]。日本国内では急勾配と長大なトンネルが多く、統計によると1931年（昭和6年）から1941年（昭和16年）までにトンネル内での乗務員事故36名、犠牲者2名を出している。狩勝トンネルでは9600形の乗務で事故や犠牲者が出ており安全衛生の改善を発端に争議が発生した[30]。1928年には、急勾配のため従来から立ち往生や逆行を起こしていた[31]D50形二両が牽引する貨物列車がトンネルで空転を起こし、救援に向かった列車も立ち往生してしまい全員が窒息による危篤状態に陥り、3名（5名説もあり）が死亡、12名が昏倒する悲惨な事故が起きている[32]。
- 煙の火の粉が線路周囲の森林や草・家屋などに燃え移ることにより、時として山火事や火事が起きる[33][34]。藁葺きや木の屋根が普通であった時代には火災が多発し、これによる鉄道忌避伝説もある。
- 保守に手がかかる[注釈 17]。
  - 摩耗部分が多く、日本の場合約39万km走るとオーバーホールしていた（同時期の電車や電気機関車は80万kmほどでオーバーホール）[28]。
  - ボイラー部などの熱・高圧疲労・耐用年数による老朽化。
  - 水垢の蓄積。
- 燃料と水を補給する必要があり、大型機では約100kmごとに補給が必要。そのため、駅や機関区などに水・石炭などの補給や、使用済みの石炭ガラ処理用の大型設備が必要となる。また、電気機関車などのように1000km程度の長距離を乗務員の交代のみで運転することはできず、機関車の所要数が増える。
- 機関車そのもので蒸気を発生させて走るため性能の発揮に熟練が必要。とりわけ特急列車のような「計算上の最大出力を出さねばダイヤが維持できない」列車の場合、石炭や水の使用効率のことも考えると特に技量の高い機関士・機関助士を必要とする[35]。
- 設計上逆向き運転が考慮されておらず、転車台・デルタ線・ループ線など方向転換のための設備を必要とする。ただし、後年にはC11形やC56形など逆向き運転が容易な形式も出現した。また、石油だけを燃料とするなら必ずしも運転席をボイラーと炭水車との間に設ける必要はないので、理論的には逆向き運転も容易になる。

こうした理由で、ディーゼル機関車の発展が早かった米国では1930年代頃から蒸気機関車に挑戦するようになり、1946年の調査では、蒸気機関車が得意な特急牽引（蒸気機関車は低速だと全力が出せない）の仕事でさえ、NYCのナイヤガラ特急牽引機で比較した結果、初期コストと運用コストのいずれにおいても蒸気機関車と（電気式）ディーゼル機関車がほぼ同じ経済性とされるほどになっていた。1950年代に至っては、大半の鉄道会社がゼネラルモーターズ（GM）やゼネラルエレクトリック（GE）のディーゼル機関車に置き替えていた。
フランスではディーゼル機関車だけでなく、1952年にパリ‐リヨン間の電化区間で主力になる予定だった電気機関車（パリ・オルレアン鉄道から引き継いだ機関車の改良型、3900馬力）よりも大馬力の蒸気機関車まで存在した。しかし電化の方が将来性があるとして、1948年から蒸気機関車新造を打ち切っており、これ以後は改造機もほとんどない。
日本でも新造は1948年のE10か改造名義だが実質新規製造のC62（1949年）までで、1950年代は従輪の付け替え程度の改造にとどめていた。その後国鉄は「動力近代化計画」として1960年（昭和35年）の会計年度より蒸気機関車を15年で全廃する計画を立て、電化やディーゼル化を推進した。そして梅小路蒸気機関車館に保存された車両を除き、予定通り1975年（昭和50年）の年度末となる1976年（昭和51年）3月に完了させた。
ドイツでも戦後量産されたのは、3000両以上あるプロイセンP8型の置き換え用として戦前に計画された、2-6-2プレイリーの23形だけであり、1959年末の製造終了をもって、ドイツ国鉄（DB）における蒸気機関車の新造は打ち切られた（東ドイツのDRでは改造機も含めるともう少し製造を行っており、ベルリンの壁崩壊まで残存の機関車もいた。）。
イギリスは、先進国の中では最も長く蒸気機関車の製造を続けており、1950年代にも完全新設計の機関車が新造されていたが、イギリス国鉄（BR）は1960年の貨物用2-10-0イブニングスターを最後に蒸気機関車の製造を打ち切り、1968年には蒸気機関車の商業運行を打ち切った。

## 蒸気機関車の分類

### 駆動方式による分類
ピストン式
蒸気の圧力をシリンダーに導きピストンを作動させることで往復運動に変換し、その往復運動で動輪を駆動する方式で、広く普及した。
タービン式
蒸気の圧力を蒸気タービンに導き、回転運動に直接変換する方式である。タービンで発生した回転運動はギアやロッドにより間接的に動輪に伝達される。 詳細は蒸気タービン機関車を参照。
発電式
車上のボイラーで発生させた蒸気を、蒸気タービンや多気筒式蒸気エンジンに導き電力を発生させ、電気モーターにより駆動する方式である。アメリカなどに存在したが、試作段階にとどまった。一見するとディーゼル機関車のようで、とうてい蒸気機関車には見えないものが存在する。

### 動力伝達方式での分類
ロッド式
ピストンの往復運動をロッドで直接的に動輪に伝達する方式。シリンダーとメインロッドと動輪そのものがレシプロエンジンを構成するが、通常はレシプロという用語を用いない。ほとんどの蒸気機関車がこの方式を採用している。
歯車式
ピストンの往復運動を回転運動に変換し、その回転運動を歯車により間接的に動輪に伝達する方式、もしくはピストンの往復運動をクランクシャフトで回転運動に変え、シャフトとギアで動輪に伝達する方式。蒸気機関車の始祖とでもいうべきトレビシックの機関車は前者の方式だったが、当時の技術ではギアの高速回転ができず、本人自ら4号機の「Catch me who can」では歯車を排してしまっている。後者はギアードロコとしてそこそこ使われた方式で詳しくはギアードロコの項を参照。
チェーン式
ピストンの往復運動を回転運動に変換し、その回転運動をチェーンにより間接的に動輪に伝達する方式。自転車と似た原理である。ロッドを動輪に接続する必要がないため構造が簡便であるが、信頼性やチェーンの耐久性が低く普及しなかった。後述するバヴァリア号や、アメリカの森林鉄道でハンドメイドされた一部の車両がこの方式を採用している。
摩擦式
動輪を上下2段に付け、上段の動輪をシリンダーで駆動し、下段の無動力の車輪を摩擦により間接的に駆動する方式。歯車比の理論を当てはめて考案されたもので、速度を上げる場合は上段を大きく、下段を小さくし、牽引力を上げる場合には上段を小さく、下段を大きくするという物であるが、実際には成果を上げず摩擦機構の問題も多かったため実用化しなかった。主な形式は1876年ドイツのエルザス＝ロートリンゲン鉄道向けに製造されたものであり、D7形451号「ファゾルト」という形式を与えられ1906年まで在籍していた。上段と下段の車輪径の比率は1:3で、牽引力を重視したため最高速度はわずか時速10kmだった。のちに似た方式をアメリカのホールマンとユージーン・フォンテインがそれぞれ考案している。
独立駆動式
V字型の蒸気エンジン1基を1つの動輪に直結させ、直接動輪を回転させる方式。各動輪間は連結されておらず、ロッド式のような重い可動部を持たない。静粛性や高速走行に優れる反面、引き出し時などに空転が起こりやすい欠点があった。ヘンシェルが製造したドイツ国鉄19.10形蒸気機関車が代表例であるが、実用化された時期が遅く、ディーゼル機関車の台頭期と重なったこともあって量産されず、短期間の運行のみに終わった。

### エネルギー源による分類
化学燃料（有機燃料）
石炭やコークス、重油などの化石燃料、その他薪やガスなどの炭素資源を燃焼させることにより熱エネルギーを発生させ、これによりボイラー内の水を沸騰させて蒸気を得る方式である。蒸気機関車のほとんどがこの方式で、燃料には主に石炭、コークスが用いられるが、石油（基本は重油）を燃料とする場合は専燃・併燃・混燃（混焼）の3つの方法があり、後者2種は主に粗悪炭を補う手段として用いられる、併燃と混燃の違いは火室投入前に固形燃料（石炭など）と石油の混合の有無で、固形燃料を燃焼させた上でその上に重油などをかければ併燃、予め石炭と重油を混合して投入するものが混燃である、技術的に簡単なのは混燃の方で石炭炊き機関車をほぼそのまま使用できるが、重油が燃えきるまで石炭着火が始まらず燃焼が遅くなる・黒煙が出やすい・重油まみれの石炭の撒布が困難といった欠点がある。
日本では基本的に石炭燃焼だったが、重油併燃は古くからおこなわれており、蒸発力増大と消煙効果・火の粉による火災防止などのため勾配区間・隧道・市街地の線区などで使われていたが重油の価格が不安定なためしばしば打ち切られ大正後期から使用されなくなり、その後戦後の石炭危機による石炭不足を補うために昭和26年から復活したなお、C59形の127号機は併燃ではなく重油のみを燃料とする重油専燃機に改造されたことで知られている。日本国外ではドイツ連邦鉄道がこの方式に積極的であったことが知られ、世界的には重油専燃機がある程度普及した。タイなどの東南アジア各国では薪が多く使われた。変わった例としては、東南アジアの製糖工場で、砂糖の原料となるサトウキビの絞りかす（バガス）を機関車の燃料として用いた例が多くある。
圧力の外部供給
ボイラーを有さず、外部から熱水とともに高圧蒸気を供給し、それをタンク内に蓄圧してピストンを駆動する方式を無火機関車（ファイアレス）と呼ぶ。一般的に蓄圧に2 - 3時間以上を要するにもかかわらず、その走行可能距離は著しく短いが、火を使わず煤煙なども一切出さないため、火気厳禁の産業施設などで使用された。また、高圧蒸気と熱水の代わりに圧搾空気を用いた圧搾空気機関車や、走行可能な距離が短いという欠点を改善するために、アンモニアや苛性ソーダなどの化学薬品を使用する車両も製作された。日本では無火機関車が1963年まで八幡製鐵構内で数多く使われていたほか、浜川崎駅から分岐するシェル石油（現在の昭和シェル石油）の精油所引き込み線で1960年代まで使用されていたことが知られている。生まれながらの無火機関車ではないが、群馬県の「ホテルSL」（元・SLホテル）や栃木県の「SLキューロク館」、鳥取県の若桜駅では静態保存されていた蒸気機関車の動力部などを整備し、圧搾空気を使って短い距離を走行させるというユニークな試みを行っている。日本国外でも観光用としての活動が伝えられており（ドイツのマンハイムの産業博物館など）、そのほか現在も南米などで商業用として稼動している可能性がある。
電力
架線から運転台天井部に取り付けたパンタグラフで集電し、その電気エネルギーでボイラー内の水を沸騰させて蒸気を得るという機関車がスイスに存在した。これはSBB（スイス国鉄）のE3/3形と呼ばれる軸配置0-6-0の入れ替え用タンク機関車であり、第二次世界大戦中の石炭の入手難に対応すべく2両が試作されたものである。この形式の場合、電気を動力源（熱源）としているが、電動機や電磁石など、電気のみによって駆動力を得ているわけではなく、電力はあくまで熱源としてボイラーの加熱にのみ用いられ、最終的には蒸気で動輪を駆動するため、電気機関車ではなく蒸気機関車に分類される。
原子力
搭載した原子炉で蒸気を発生させ、蒸気タービンで発電しモーターを駆動する方式で、発電式機関車の一種である。主に1950年代と1970年代に計画されたが、重量が極端に大きくなる、放射能漏れの危険性があるなどの問題により、実現した例はなかった。
アメリカ
GE製のガスタービン機関車を改造する予定であった。
ソ連
TE-3型ディーゼル機関車を改造する予定であり、1970年代には超広軌の巨大な機関車が計画された。
旧西ドイツ
V200形ディーゼル機関車を2両連結に改造する予定であった。
日本
昭和30年代に鉄道技術研究所により、AH101という形式が計画された（形式のAはAtomicの略であると思われる）。

ハイブリッド
蒸気機関とディーゼル機関を両方搭載した、ハイブリッド方式の機関車が試作された。1926年にイギリスのキトソン社がスティル社のディーゼルエンジンを使用してロンドン・アンド・ノース・イースタン鉄道向けに試作機が製造され、1934年まで試験が行われたが、ボイラーなどに問題が多く実用化しなかった。ソビエトでは戦前から戦後にかけていくつかの試作機が製造されたがどれも成功せずに終わっている。

### ボイラーによる分類
煙管式
円筒形の水缶に、缶を貫通する多数の細管による伝熱部を設け、火室で発生した燃焼ガスをこの細管に誘導する。燃焼ガスの熱エネルギーによって水缶内に湛えられた水を沸騰させることで、高温高圧の蒸気を得る。そのバレル部分の構造の複雑さなどから高圧化が難しく、また清掃にも手間がかかる。鉄道車両では一般に10気圧から20気圧程度の範囲のボイラー圧力で使用される。以下の二種に大別される。
飽和式
ボイラーで発生させた蒸気（飽和蒸気）を直接シリンダーへ導く方式。蒸気の膨張により温度が下がると水滴が凝結した。蒸気の持つエネルギーが少なく、効率もよくない。
過熱式
ボイラーで発生させた蒸気を、過熱管寄せを介して細いパイプ（過熱管）で煙管内に導き再度加熱してできた過熱蒸気を使用する方式。飽和式に比べ効率がよく、蒸気機関車の出力向上や水・石炭の消費量の節約に大きく貢献した。理論上での提案はされていたが、高温の蒸気を使用するため、シリンダー潤滑油が改良されるまで実用化できなかった。

水管式
火室に伝熱管を設け、火室で発生した熱エネルギーを直接この管に伝え、その中に通された水を沸騰させることで高温高圧の蒸気を得る。煙管式と比較して熱効率や始動性に優れ、高圧化が容易という特徴があり、鉄道車両では100気圧程度のボイラー圧力を実現したものも存在した。ただし煙管式と比較して保持する水量が少なく応答が鋭敏な分、適切な出力を安定的に得るには燃料や水の供給、燃焼の制御を高精度に行う必要があり、また振動に弱く高圧がかかる水管や補機の保守が難しいという問題を抱えている。このため、大きな振動が発生するレシプロ式の駆動系を備える蒸気機関車では、一般に普及することはなかった。
フランコ・クロスティ式
給水加熱器を、使用済蒸気と共にボイラーからの燃焼ガスも利用するよう強化し、給水の温度を高めることで、熱効率の向上を図ったもの。

### 火室による分類
狭火室
火室の幅が線路の幅より狭く動輪間の台枠内にそのまま収めたもの。台枠設計をシンプルにできるというメリットがある他、動輪の間に置かれるので安定性もよい。車輪のバックゲージの問題から台枠の幅が狭くなる狭軌で、しかも使用炭の品質も世界的な水準から見て良好とは言いがたかった日本では、大型機関車にこの方式を採用すると十分な火格子面積=火力が確保できず、高出力化の障害となった。それに対し、標準軌間を採用し、高発熱量かつ灰分の少ない良質炭の入手が容易であったイギリス、特に傑出した品質で知られたカーディフ炭を産出するウェールズ地方が沿線にあったグレート・ウェスタン鉄道などでは、狭火室でも他鉄道における広火室に匹敵するかこれを凌駕する性能が得られたことから、この方式を蒸気機関車時代の最後まで採用しているほか、フランスでは火床前方に急に傾斜させて石炭が奥の方まで崩れ落ちるようにして、狭火室だが前後の長さを取ることで火格子面積を確保した240形（フランス国鉄240P型蒸気機関車）の例がある。
広火室
火室の幅を線路の幅より広くした、近代の大型機では一般的な方式である。広い火格子面積を確保できるため、特に低品質炭を常用せざるを得ない各国・各鉄道で蒸気機関車の出力向上に大きく貢献した。なお、そのまま火室の幅を広げると動輪が邪魔になるので、通常は以下の4つの手法を取られる。
- 後方2つの動輪の間をあけて火室を落とし込む方式。
- 動輪の上に火室をそのまま上乗せで配置する方式。
- 動輪の後ろで台枠を拡幅してこれを支える従台車を置き、そこに火室を配置する方式。
- 火室を動輪の後ろに突き出すが支えないでオーバーハング状態にする方式。

日本では5830形が1番目、9600形が2番目、8900形が3番目にそれぞれ該当するが、1番目は「動輪のホイールベースが伸びて曲線通過の悪影響やサイドロッドの重量がかさむ」、2番目は「重心が上がり、特に大動輪の機関車では安定性が悪くなる。」、3番目は「全長が長くなる。また、列車牽き出し時の後方への重心移動により、本来は動輪にかかるべき荷重が従輪にかかるようになるため、特に列車出発時に空転が生じやすくなる。」といった一長一短な要素を持っている。なお4番目のオーバーハングさせる方式は速度を上げるとピッチングが激しくなるため、日本では採用されてない。
燃焼室の設置
本来は19世紀の米国で石炭から出るガスと空気をよく混ぜて燃やそうという発想で設けられた仕組みなのでこの名前だが、当時の小さく短いボイラーでは伝熱面積の減少による悪影響の方が大きく、火の粉が逆に出やすくなって一度は廃れ、20世紀になってボイラー大型化に伴う通風の悪化の改善のため復活したものである。
蒸気機関車の燃料として最も望ましい瀝青炭の燃焼時の炎は長く、火室内では収まりきらないので、火室前方に副室を設けこれを燃焼室と呼んだ。燃焼室を設けることにより高温の炎からの輻射熱を十分に吸収でき、効率が向上した。また、燃焼時間が長くなったことにより煤煙の発生が減少し、煙管の詰まりも防がれた。外見から燃焼室の有無を知るには火室の前方にも洗口栓があるかどうかを調べればよい。日本の国鉄では8200形製造時に導入のチャンスがあり、またメーカー側も推奨していたが、通常の火室ですら修繕に悩まされている現状で複雑な腐食箇所が多い火室となるのが欠点とされた。このため、鉄道省の中にも島秀雄のように効果を評価する者がいたにもかかわらず、戦時設計で極限性能発揮が求められたD52形まで採用されなかった。だが、戦時設計の粗雑な製造という悪条件も重なり、燃焼室で破裂事故（D52 73 昭和19年 5月 14日山陽線大久保－土山間において破裂、D52 83 昭和19年 6月 30日 山陽線万富駅にて破裂、D52 209 昭和20年 10月 19日 東海道線醒ケ井駅にて破裂）を起こし、D52に対する悪評の一因ともなった。余談だが同じ戦時型でもS118やS160などは燃焼室を装備せず極限性能ではなく製造を優先した設計思想も存在する。
欧州では1930年代半ばに燃焼室の効果に疑問を呈されたことがあり、1937年パリ万国博覧会で最高の賞を授与したポーランドPm36には燃焼室が付いておらず、英国LMSコロネーション級蒸気機関車から燃焼室を取り4-6-4とした四気筒機関車の計画が進められていたが世界情勢の悪化により立ち消えとなっている。フランスではSNCFが誕生した際に標準型機関車としてアンドレ・シャプロンが設計に携わったSNCF 141Pに燃焼室が付けられなかった。ソビエト連邦で燃焼室はFD機関車に搭載されたが波及したとは言いがたく、スターリン章を授与されたL型機関車と最後の量産機であるP36型に設置されずなかった。そのため、ソ連技術の影響を受けた中国国鉄前進型蒸気機関車で燃焼室が搭載されたのは1964年の改良型からであった。

特殊な火室
ベルペヤ火室
ベルギーの鉄道技術者、アルフレッド・ベルペヤが考案した火室形状で、内火室と外火室の形状を相似形にしているため、内火室を支えるステイの形状を単純にでき、缶水の循環が良く水垢の付着が少ないという利点を持つ。上部が角張った形状が特徴であるが、円筒形の煙管部との接合工作が難しいという欠点がある。
台形火室
上から見ると火床が台形（前部は狭く動輪の間に収まるが、後部は広火室。）。重い火室を少しでも前に持っていくことで走行を安定させ重量牽引時の軸重移動を抑える。フランスで使用されていた。
ウーテン火室
広火室の一種で、外見上は下部が大きく広がっているのが特徴である。泥炭など質の悪い石炭を燃焼させるためにアメリカで考案されたもので、日本では日本鉄道が質の悪い常磐炭を使用するために、一部の形式で採用した。

### 弁装置による分類
日本の国有鉄道に在籍した蒸気機関車の弁装置の種類は次の通りであった。
- スチーブンソン式（基本形、ハウ形、アメリカ形）：初期の蒸気機関車の標準型として広く用いられた。弁室は、基本形ではシリンダの内側に置かれるが、アメリカ形では上部に置かれる。
- アラン式（トリック式）
- ジョイ式（基本形、ウェッブ形）
- ベーカー式（深川形）
- 宇佐美式 : C57形で試用。自動可変リード弁の一種。
- マーシャル式（ヴィンターツール形、コッペル形）
- グレズリー式：3シリンダ式機関車の中央シリンダ用に使用される方式で、左右の弁装置の動きをてこで合成することで、中央シリンダの弁装置を作動させる。
- ワルシャート式（ヘルムホルツ形、ホイジンガー形）：近代の大型蒸気機関車のほとんどがこの方式で、動作機構が全て動輪の外側にあるため、整備性が良い。

### 気筒数による分類
1気筒（単気筒）
蒸気機関車の黎明期に存在した。また、1857年、ニールソンが1気筒の小型機を製造し、多くがスコットランドの炭鉱や製鉄所で使用された。
2気筒
ごく一般的な方式である。2組の気筒（シリンダ）があるため、より円滑な動作が可能である。ロッドが死点に位置して、起動不能となるのを防ぐため、左右の位相は90°ずらされている。日本の国有鉄道においては右側先行が原則であったが、9600形など左側先行の例外も少数ながら存在した。
ギアードロコではV形配置のものも見られる。
3気筒・4気筒
国鉄ではC52形・C53形が3気筒である。頻繁な点検や注油などを要する複雑な弁装置を車輪間に設置するのを回避する目的で、左右の弁装置の作用を合成、あるいはロッカーアームなどで位相変換して車輪間のシリンダーへの蒸気圧供給を制御させる、特別な弁装置を搭載するケースが多い。そのため動軸を複雑かつ工作精度の維持の難しいクランク軸とする必要があるなど、概して2気筒機関車に比べ構造が複雑で整備性が悪く、特に車輪の間のシリンダーに手を入れにくい（原則、線路間にピットを設けてこの中に人が入って下から修理する）ため長距離を走るアメリカでは外部から点検困難なことから嫌われ、1920年代に機関車の大型化で一時アルコ社が前方から整備ができるグレズリー連動弁装置を使った3気筒を製造したこともあったが、すぐにライマ社の2気筒シンプルで大型の火室を使う方式が主流になり廃れている。日本の3気筒もアメリカを手本にしていたのだが本国以上に定着せず、満鉄向けのミカニと日本国内向けのC52を20年代半ばにアルコ社から輸入後、ミカニ（増備分）とC53を30年代初頭まで製造していたが、その後は3気筒後継形式は生まれないまま終わっている。
その一方で、これらの方式はメインロッドを3本あるいは4本とすることで各シリンダーの位相をそれぞれ120°あるいは90°ずつずらし、ハンマー・ブロー現象を抑えることができ、またシリンダーの排気も1/3ないしは1/4周期で順番に行われるため、ボイラー煙管内の強制通風が均等かつ円滑に行われて燃焼効率が改善される、といった利点がある。もっとも日本のC53形はこの機構に対する十分な理解のないままに設計が行われた結果、発車時のロッドの位置によっては発車不能になることがあり、問題視された。
これに対し、標準軌間を採用する各国、特にフランス・イギリスの2か国では、燃費の改善や強力化の手段として3・4気筒機が積極的に導入されている。
ドイツは帝国統一以前はバイエルンなどの南部で複式3～4気筒式も使用されていたが、統一後は過熱器の発明もあって単式2気筒の方が整備性に良いと一時はこれのみを製造していた時期もあったが、時速160kmを超えるような高速になると振動が大きくなる（アメリカはこれをレシプロマスの軽量化とハンマーブローに耐える頑丈な軌条を設けることで防いでいた。）ので単式のまま3気筒の1930年代後半に製造しているが、二次大戦と重なったためそれほど多くは製造されてない（0110型が55両、0310型が60両。）。
3気筒と4気筒それぞれのメリットとデメリットは、4気筒は外側シリンダーと対にできるので小型のレバーを使って外側のバルブで内側を駆動できバルブギアを2気筒と同じ2つで済ませられるが、機関車の出力が上がるとクランク車軸がゆがみやすくなる（車軸にクランクが2つあり強度が落ちる）というものがあり、大馬力高速運転には3気筒の方がクランクウェブの厚みが取れ（フランスのシャプロンの計算では4気筒が1000馬力×4付近が上限、3気筒は2000馬力×3ぐらいまで可能性があるした。）、トルク変動も2・4気筒が1回転に4回なのに対し3気筒は6回に分散するためトルクのむらが少なく有利という違いがある。
変則的なパターンにアメリカのボークレーン社が複式による燃費向上と内側シリンダーによる整備性悪化を防ぐことを両立するため、シリンダーを全部外側につけた4気筒式（通常のシリンダーの位置に上下に高圧と低圧シリンダーを並べる構造）が存在したが、こちらは動きが2気筒と同じなので振動減衰に役立たないどころか、シリンダーやロッドの数が増えた分駆動系の重量が増加して逆に振動を増加させており、燃費向上のメリットを差し引いてもうまみが薄くボークレーン社も過熱器が導入され始めると製造を打ち切っている。
気筒数がさらに多い機関車では、フランスで低速走行時の経済性を改良するために1940年に作られた160.A.1.型の「6気筒」というものがある（第一動輪と先輪の間に低圧シリンダーが横並びに4つ、高圧シリンダーが第3・第4動輪の内側に2つ）が、1両のみの試作に終わっている。
3気筒と4気筒の大きな問題に運転が煩雑になること、内側のシリンダーに過負荷がかかることや過熱による部品の熔解や潤滑システムの故障が発生しやすい欠陥があった。特にグレズリー式でこの問題が顕著に現れていた。設計に技術的な欠陥があるため故障ばかりで、2気筒に比べて製造コストが高いだけでなくメンテナンス不足に陥りやすいためLNERに無駄なコストがかかったと考えられている。その反省を受けたアーサー・ペパコーン(Arthur Peppercorn)の設計でも依然として問題は残り、結局21世紀の技術で設計製造されたA1 60163トルネードすらこれらの欠陥を解決する至っていない。イギリスの交通を研究する歴史協会は実用機関車としては通常の2気筒のほうがはるかに優れていたと結論を出している。
燃料事情から複式4気筒機を積極的に導入していたフランスも複式4気筒機は運転が難しいため制約が余りにも多いことが問題となった。１日の平均走行距離は1945年に約75kmと終戦直後の日本の鉄道省が走らせていた約150kmの半分しか動いていなかった。戦前から非効率な状況を改善しようとする大規模な試験も行われたが、陳腐で新しい体制に適応できない設計によって造られた機関車のため概して失敗に終わっている。戦後に1918年より製造が開始されたライトミカド型を基にした2気筒機の141R形を導入するとこれまでのフランス機が持ちえなかった人間工学を備え運転や整備がしやすい卓越した機関車と評された。凡庸な人員でも交代で運行が可能になったことでSNCFに3気筒・4気筒では不可能であった革新をもたらし、歴史的遺産として最多の4両が保存されている。燃料消費量について、世界動力会議が1946年から1956年の貨客車1,000t-㎞あたりの石炭消費量を調査したところ、フランスが旧型機の淘汰と機関車運用能率の向上で77kgから54.3kgへ、10年間で消費量が27%減少した一方、日本は67kgから39.1kgへ、42%減少していた。

ギアードロコでは、ボイラー脇にシリンダーを垂直にむき出しに並べた、インライン（直列）配置が一般的で、整備性の問題がないことからこのタイプの3気筒は特例的にアメリカでも使用され続けた。

### 使用済み蒸気による分類
単式
ボイラーで発生させた蒸気を一度だけ使用するのが単式で、ごく一般的な方式である。
複式（2段膨張式）
単式に対して、一度使用した蒸気を、もう一度別のシリンダに送り込んで再使用するのが複式である。一度使用した蒸気は圧力が下がるので、1次側（高圧）のシリンダより2次側（低圧）のシリンダの方が径が大きくなる。スイス人のアナトール・マレーが1874年に特許を取得し、1876年に実用化に成功した。
複式には種々の方式があり、左右のシリンダをそれぞれ高圧・低圧とした2シリンダ式、フレーム外部と内部に高圧と低圧のシリンダー（どちらがどちらになるかは車両による）3・4シリンダ式、左右のシリンダそれぞれに高圧・低圧のシリンダを装備した4シリンダ式、高圧・低圧の2組の走り装置を有するマレー式（後述）などがある。日本においては、山陽鉄道が4シリンダ複式（ボークレイン複式）を積極的に導入したほか、明治時代末期に国有鉄道がマレー式を一時大量輸入した程度で、他にはほとんど普及しなかったが、1893年に官設鉄道神戸工場で製作された国産第1号機関車（860形）が2シリンダ複式（ワースデル複式）であったのは特筆される。
復水式

シリンダーで使用した蒸気を回収し、コンデンサー（凝縮器）で水に戻して再利用する方式。水の便の悪い地域で用いられる。

### 車軸配置による分類

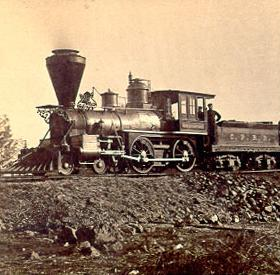
ホワイト式車輪配置において、19世紀アメリカの典型的な車軸配置である4-4-0の「ガブ・スタンフォード」

蒸気機関車にとって、動輪と従輪の配置は非常に重要な要素である。これによって、機関車の用途が決まってしまうといっても過言ではない。動輪径を大きくすれば同一回転速度で運転速度を高くできるが、機関車全体が一定の長さに収まるようにするには、動軸数を減らすことになり、牽引力が低下する。そのため、高速が要求される旅客列車牽引向けということになる。逆に動輪数を増やせば牽引力は増すが、その分動輪径は小さくせざるを得なくなり、速度性能が犠牲になることになるため、貨物列車牽引や急勾配区間向けということになる。
従輪については、機関車重量の一部を負担するばかりでなく、先従輪には曲線通過時に、動輪をスムーズに導く機能があり、高速を要求される旅客用機関車では、2軸としたボギー台車が装備されることが多い。一方で、貨物用機関車では動輪上重量を増して粘着力を高めるため従輪の数は少なく、高速も要求されないため、より簡便な構造の1軸先台車が採用されることが多い。

### 車体構成による分類
タンク式（タンク機関車）
石炭および水を機関車本体に搭載する方式、主に小型機が多いが、4100形、4110形、E10形など急勾配線専用の大型機にも採用例がある。小回りが利くなど長所があるが、長距離運転ができないなどの短所がある。
テンダー式（テンダー機関車）
石炭や水をテンダー（炭水車）に積載し、機関車本体に牽引させる方式。通常、機関車本体と炭水車を分離して運用することはないが、検査時は切り離しが可能である。長距離運転ができるなど、長所があるが、一部の種類を除いてバック運転や、小回りが利かないなどの短所がある。
キャブ・フォワード型
テンダー式機関車のうち、機関車本体の前後を逆にしたもの。キャブ（運転室）を最前部に設けることにより機関士は煙害から免れることができ、また良好な前方視界を得た。ドイツや、アメリカのカリフォルニア州の山岳地帯のトンネルが多い線区で使用された。
キャメルバック型（キャブ・ミドルワード型）
テンダー式機関車のうち、機関車の中央に運転台が位置しているもの。詳細はキャメルバック式蒸気機関車の項を参照。

### 関節式機関車
1両の機関車にボイラーに固定されず独立した台枠を有する1組以上の走り装置を装備し、出力強化や曲線通過の容易化を図ったもの。
マレー式
ボイラーの下に2組の走り装置を設けた方式。後部動力台車はボイラーに固定されていて、高圧蒸気の供給を受けてシリンダーを駆動し、その排気を左右に首を振れる前部動力台車に送って径の大きな低圧シリンダーを再度駆動する複式機関車である。
なお、製作者のアナトール・マレーの関節式にした意図は、これ以前に作った複式機関車で起きた出力の違うシリンダーで別々の車輪を駆動することによって起きた高速での不安定化を防止するためであり、出力強化や曲線通過の容易化は副次的なものであった。
単式膨張型関節式（単式マレー式）
日本にはない形式で、アメリカのsimple expansion articulated engine の訳語。前述のマレー式では前部が低圧シリンダーのため関節部に蒸気を送るのが容易な反面、シリンダーが大型になりすぎ車両限界に接触したり重量過大を招いたため、前部・後部のシリンダーが同径で、同じ圧力の高圧蒸気がボイラーから直接同時に供給される単式機関車として考案された。
ガーラット式
2組の走り装置を別々の台枠に設け、その両車の間に跨ってボイラーを搭載した主台枠が首振り構造で載る方式。
(ダブル)フェアリー式
2つのボイラーを背中合わせに繋ぎ、その下に2組の独立した走り装置を設けた方式。
マレー式と同じくボイラーの下に2組の走り装置を装備するが、2組の走り装置はどちらもボイラーに固定されておらず、完全に独立した首振り構造であり、シリンダーが中央に寄っている点でもマレー式と異なる。
シングルフェアリー式
車体前部にボイラーから独立した1組の走り装置を備え、運転台下部には無動力のボギー台車を備える。
メイヤー式
2組の独立した走り装置を備える。シリンダーは前後とも中央側にある。
マッファイ式
ドイツのJ.A.マッファイ社により、1851年のゼメリング・コンテストのために考案された方式。
ヴィーナー・ノイシュタット式
ドイツのヴィーナー・ノイシュタット社により、1851年のゼメリング・コンテストのために考案された方式。
コッケリル式
ベルギーのコッケリル社により、1851年のゼメリング・コンテストのために考案された方式。
デュ・ブスケ式(英語版)
フランスの鉄道技術者ガストン・デュ・ブスケ(フランス語版)により開発された方式。
ゴルウェ式(Golwé locomotive)
ベルギーで製作されフランスの西アフリカ植民地で使われた方式。

### 双合式
（ツヴィリングスロクス、Zwillingsloks）
2両の通常型タンク式蒸気機関車を背中合わせに連結した形式。転車台の設置が困難で、軸重制限が厳しく、かつ一定の牽引力が要求される野戦軽便鉄道用としてドイツで考案された。ドイツ陸軍の影響下にあった日本陸軍も導入し、鉄道連隊にはA/B形と呼ばれる双合式機関車が400両あまり在籍していた。

### 歯車式蒸気機関車
シェイ式蒸気機関車
船舶用のエンジンを右側面に設置した歯車式蒸気機関車
クライマックス式蒸気機関車
側面に斜めに傾斜したシリンダーから中央の伝達軸を駆動する。
ハイスラー式蒸気機関車
V型に配置された蒸気機関で前後の車輪を駆動する
ウィラメット式蒸気機関車
シェイと類似の形態だが重油を燃料として使用し、過熱蒸気式、弁装置はワルシャート式弁装置

## 稼動している蒸気機関車
営業運転
- ダージリン・ヒマラヤ鉄道、ニルギリ山岳鉄道（世界遺産「インドの山岳鉄道群」を構成している）、パッフィン・ビリー鉄道
- ドイツのハルツ狭軌鉄道[74]
- ドイツ・ツィッタウのザクセン・オーバーラウジッツ鉄道（Sächsisch-Oberlausitzer Eisenbahngesellschaft）

動態保存
動態保存は世界の複数の国で実施されている。日本も含む。
日本国内については動態保存中の蒸気機関車を参照。

## 代表的な形式

### 日本

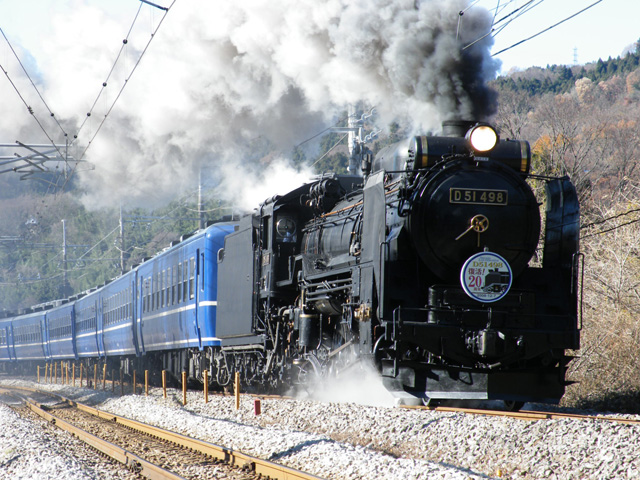
国鉄D51形蒸気機関車

国鉄の車両形式一覧#蒸気機関車を参照。
東武鉄道
- A2 I
- A2 II
- B1・B4
- B2
- B3・B7
- B5・B6
- C1・C3・C4
- C2
- C11

南満洲鉄道
- 南満洲鉄道パシナ型蒸気機関車
- 南満洲鉄道パシハ型蒸気機関車
- 南満洲鉄道ミカイ型蒸気機関車
- 南満洲鉄道ミカニ型蒸気機関車
- 南満洲鉄道ミカシ型蒸気機関車
- 南満洲鉄道ミカク型蒸気機関車
- 南満洲鉄道マテイ型蒸気機関車
- 南満洲鉄道プレニ型蒸気機関車

計画機
- 国鉄KE50形蒸気機関車
- 国鉄機70形蒸気機関車
- 国鉄機78-2形蒸気機関車
- 国鉄機80形蒸気機関車
- 国鉄HD53形蒸気機関車
- 国鉄HC51形蒸気機関車
- 国鉄HD60形蒸気機関車
- 国鉄HE10形蒸気機関車
- 国鉄HE11形蒸気機関車

### アメリカ合衆国
- ユニオン・パシフィック鉄道3985号蒸気機関車（チャレンジャー）
- ユニオン・パシフィック鉄道4000形蒸気機関車（ビッグボーイ）
- ユニオン・パシフィック鉄道800形蒸気機関車（FEF）
- チェサピーク&オハイオ鉄道H8形蒸気機関車（アレゲニー）
- ノーフォーク&ウエスタン鉄道J形蒸気機関車
- ニューヨーク・セントラル鉄道J形蒸気機関車（ハドソン）
- ニューヨーク・セントラル鉄道S形蒸気機関車（ナイアガラ）
- USRA 0-6-0
- USRA 0-8-0
- USRA ライト パシフィック
- USRA ヘビー パシフィック
- USRA ライト ミカド
- USRA ヘビー ミカド
- USRA ライト マウンテン
- USRA ヘビー マウンテン
- USRA ライト サンタフェ
- USRA ヘビー サンタフェ
- USRA 2-6-6-2
- USRA 2-8-8-2
- サザン・パシフィック鉄道GS-4形蒸気機関車
- ペンシルバニア鉄道K4s形蒸気機関車
- ペンシルバニア鉄道T1形蒸気機関車
- アメリカ陸軍輸送部隊S160形蒸気機関車
- ティムケン1111

### イギリス

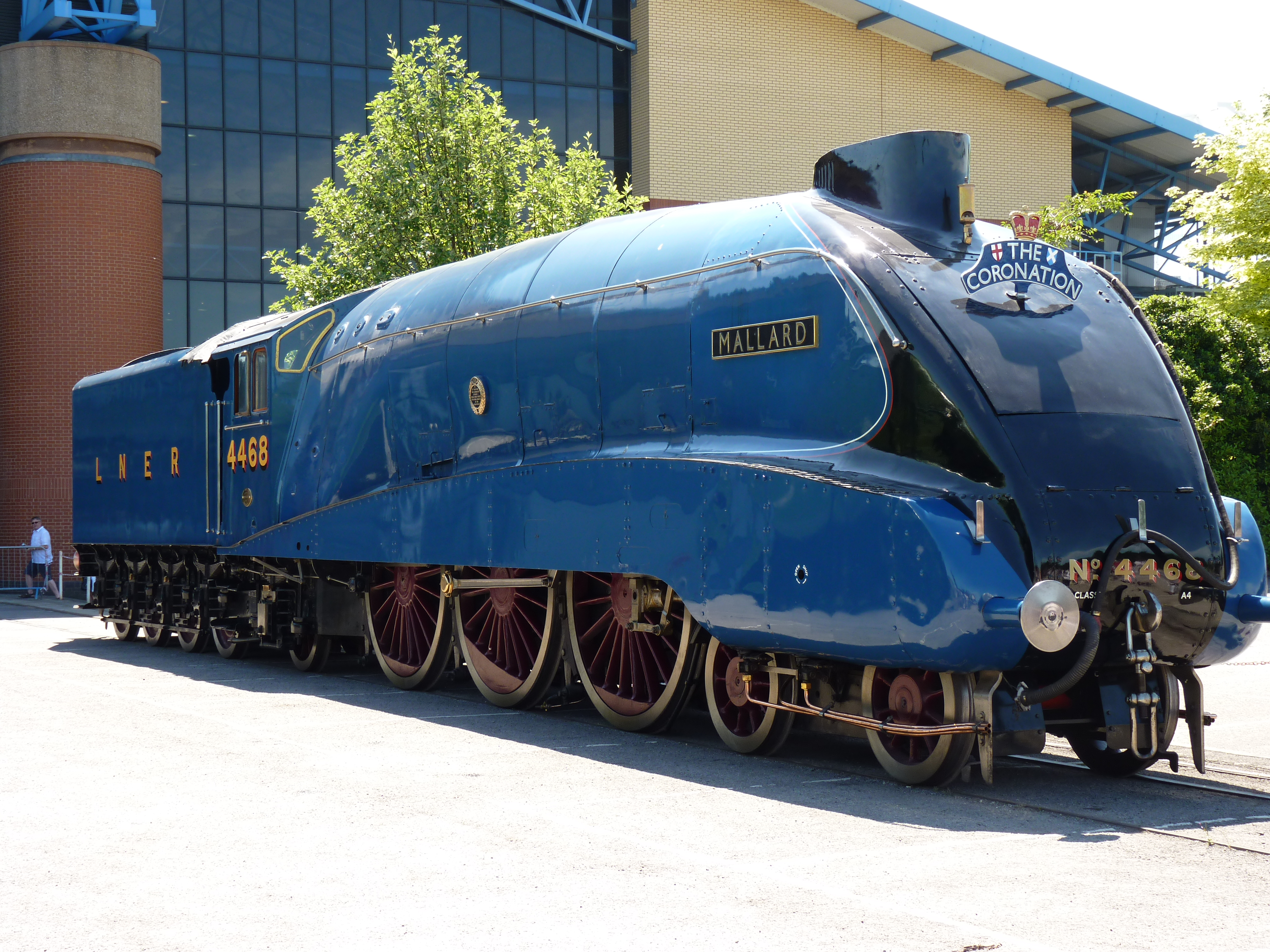
LNER A4形蒸気機関車4468号機 マラード

- グレート・ウェスタン鉄道1000形蒸気機関車（カウンティ級）
- グレート・ウェスタン鉄道2900形蒸気機関車（セイント級）
- グレート・ウェスタン鉄道3252形蒸気機関車（デューク級）
- グレート・ウェスタン鉄道3300形蒸気機関車（ブルドッグ級）
- グレート・ウェスタン鉄道3700形蒸気機関車（シティ級）
- グレート・ウェスタン鉄道4000形蒸気機関車（スター級）
- グレート・ウェスタン鉄道4073形蒸気機関車（キャッスル級）
- グレート・ウェスタン鉄道4120形蒸気機関車（アタバラ級）
- グレート・ウェスタン鉄道4300形蒸気機関車
- グレート・ウェスタン鉄道4900形蒸気機関車（ホール級）
- グレート・ウェスタン鉄道6000形蒸気機関車（キング級）
- グレート・ウェスタン鉄道6959形蒸気機関車（改ホール級）
- LNER A1形・A3形蒸気機関車
- LNER P2形蒸気機関車
- LNER A4形蒸気機関車
- サザン鉄道V形蒸気機関車（スクールズ級）

### ドイツ （プロイセン王国・バイエルン王国時代を含む）
- プロイセン邦有鉄道T3型蒸気機関車

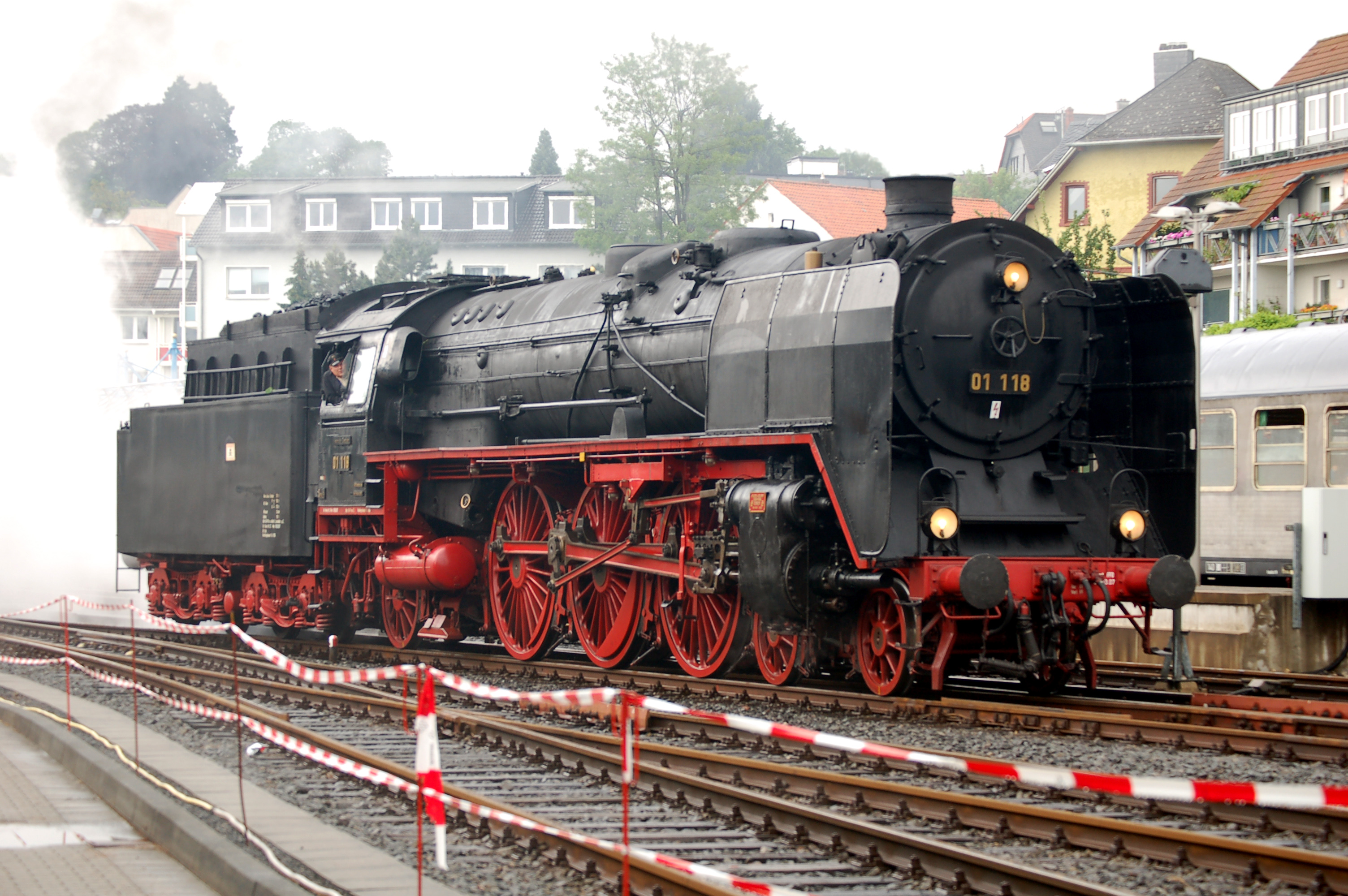
ドイツ国鉄01形蒸気機関車

- 王立バイエルン邦有鉄道S2/6型蒸気機関車
- 王立バイエルン邦有鉄道S3/6型蒸気機関車
- ドイツ国鉄01形蒸気機関車
- ドイツ国鉄03形蒸気機関車
- ドイツ国鉄05形蒸気機関車
- ドイツ国鉄18形蒸気機関車
- ドイツ国鉄24形蒸気機関車
- ドイツ国鉄38形蒸気機関車
- ドイツ国鉄42形蒸気機関車
- ドイツ国鉄44形蒸気機関車
- ドイツ国鉄50形蒸気機関車
- ドイツ国鉄52形蒸気機関車
- ドイツ国鉄86形蒸気機関車
- ドイツ国鉄89形蒸気機関車

### フランス

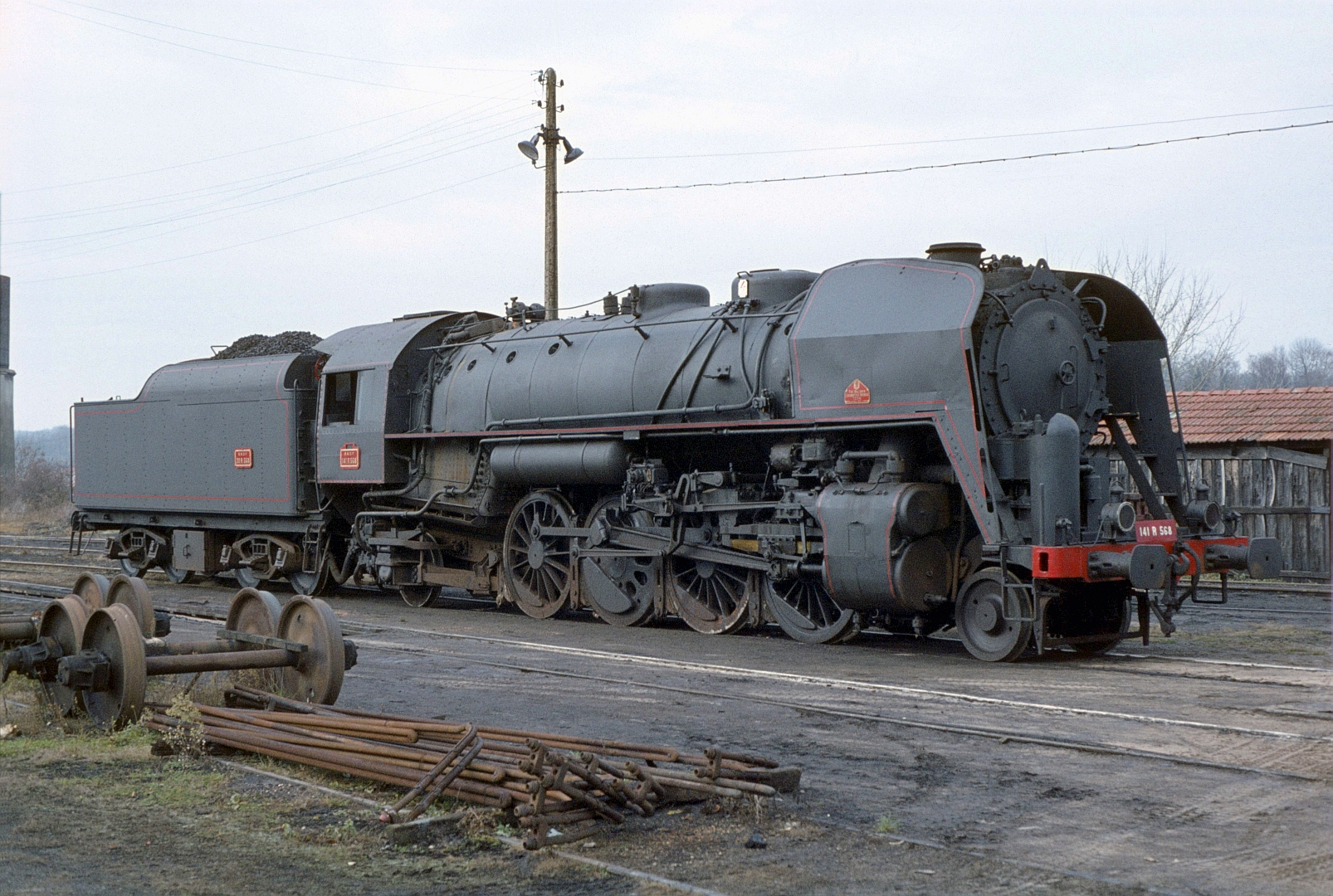
フランス国鉄141R形蒸気機関車

- フランス国鉄141R形蒸気機関車
- フランス国鉄242A1型蒸気機関車
- フランス国鉄160A1型蒸気機関車
- フランス国鉄240P型蒸気機関車
- フランス国鉄241P型蒸気機関車
- フランス国鉄232U型蒸気機関車

### ロシア（ロシア帝国・ソビエト連邦時代を含む）

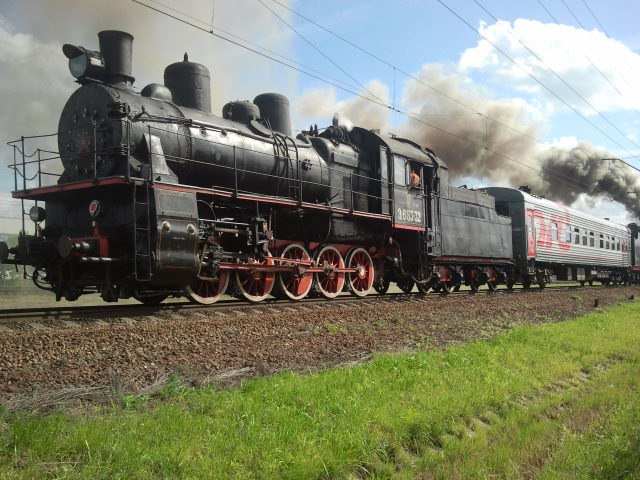
ロシア式E形蒸気機関車

- ロシア式E形蒸気機関車（ロシア語版）

### アルゼンチン
- リオ・トゥルビオ鉱山鉄道100型蒸気機関車

## 5AT先進技術蒸気機関車
イギリスでは数々の先進技術を導入した最高速度200km/hの5AT先進技術蒸気機関車の計画が進められていたが、2012年に資金難で中止された。

## 関連する人物・関連施設
- 動力車操縦者(機関士)
- 火夫[75]
- 検修員 ‐ 点検作業を行う[76]。
- 設計者
  - Alfred de Glehn（英語版） - イギリス出身のフランスで蒸気機関車設計者として働いた。

### 関連施設
- 蒸気機関車車両基地（ドイツ語版）

## ギャラリー
- 蒸気機関車の水面計（Sight glass（英語版））、水面は最大のtop nutと呼ばれる状態。
- 車輪の動作機構
- IRカメラの映像
- 水の補給

## 文化
- SLブーム
- UNIXのslコマンド - コンソール画面に蒸気機関のアスキーアートを表示する。